# 기아 프라이드
기아 프라이드(Kia Pride)는 기아자동차가 1987년부터 2017년까지 생산한 소형차이다.

## 1세대(WA)

### 프라이드(1987년3월~1999년11월)

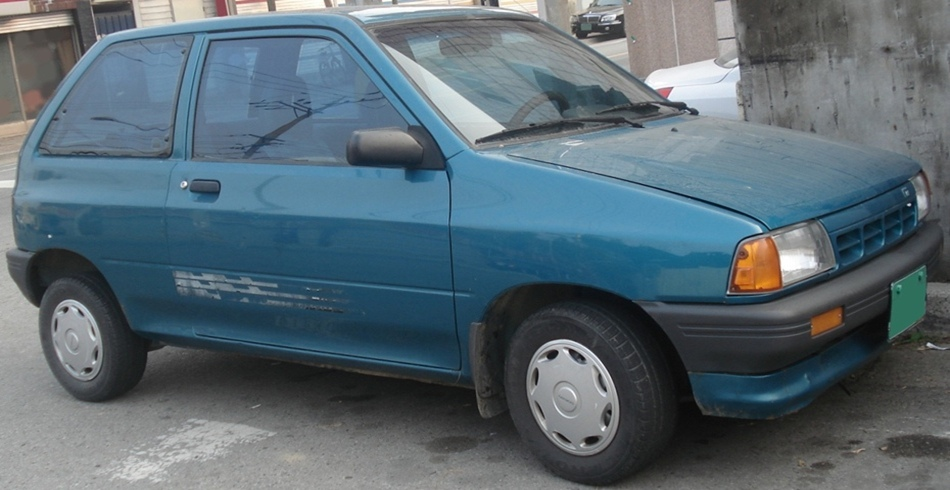
기아 프라이드 (3도어 전기형) 정측면

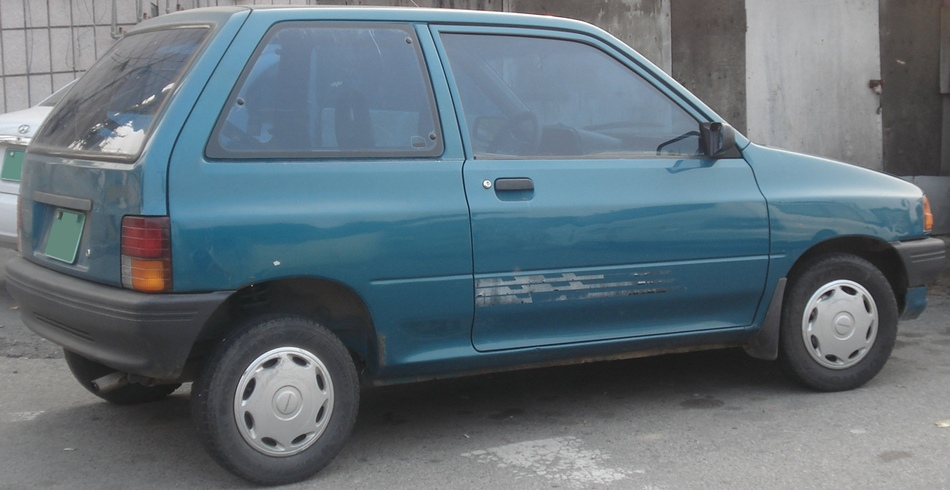
기아 프라이드 (3도어 전기형) 후측면

1987년 3월 5일에 출시되었다. 2.28 조치(자동차 산업 합리화 조치)가 해제된 이후에 기아산업이 처음 대한민국에서 판매를 개시한 승용차로, 1981년 제정된 2.28 조치(자동차 산업 합리화 조치)가 연차적으로 해제되기 이전에 개발을 완료하였다. 소하동 공장에서 생산하여 일본, 북아메리카, 동남아시아 등지로 수출부터 먼저 개시하였는데, 2.28 조치로 인하여 1981년부터 1987년까지 기아산업에서 승용차 판매가 금지된 상태였기 때문이다. 브리사의 단종 이후 약 6년 동안 비었던 소형차의 자리를 채운 프라이드는 3도어 해치백과 5도어 해치백의 경우는 일본의 마쓰다가 설계를, 대한민국의 기아산업이 생산을, 미국의 포드가 판매를 담당한 3사의 합작을 통하여 월드카로 개발되었으며, 베타의 경우는 4도어 세단을 선호하는 대한민국 시장을 위해 기아자동차가 독자 개발하였다. 미국과 일본(오토라마 판매) 등에서는 포드 페스티바로 판매되었다. 엔진은 1.1리터와 1.3리터가 있었으나, 1990년대에 들어온 후 1.3리터로 통일됐다. 1.1리터는 카뷰레이터식이고 1.3리터는 카뷰레이터식으로 나오다가 전자제어식으로 변경됐다.
출시 초기에는 기본형인 3도어 해치백만 있었다. 1988년 6월 13일에는 5도어 해치백, 1990년 11월 21일에는 프라이드 베타로 명칭된 4도어 세단, 1992년 2월 20일에는 3도어 2인승 승용 밴, 1996년 1월 30일에는 5도어 스테이션 왜건 등을 추가하여 선택의 폭을 넓혔다. 출시 당시의 트림명은 기아자동차의 사훈에서 따온 것으로, CD는 credit(신용), EF는 effort(노력), DM은 dream(꿈)을 의미한다. 또한 등급이 가장 낮은 트림(CD)을 제외한 모든 트림(EF, DM, FS)에 ETR 카 스테레오, 오른쪽 범퍼에 LED 장식 램프가 기본 적용되었다. 탁월한 개방감을 자랑하는 캔버스 탑도 있었으나, 옵션 가격이 고가여서 많이 판매되지는 않았다. 1991년 7월에 팝, 1997년 2월 26일에 영 등 가격을 낮추어 부담을 던 실속형 트림도 등장하였다. 1997년 6월 16일에는 스테이션 왜건형의 고급 트림인 프렌즈도 등장했다. 프라이드 왜건에서 루프랙과 CD플레이어 등이 추가됐으나, 판매 가격이 비싼데다 스테이션 왜건을 선호하지 않는 대한민국 시장의 특성상 많이 판매되진 않았다.
1993년 11월 11일에는 기아자동차의 광명시 소하동 공장에서 아시아자동차 광주 공장으로 이관됨과 동시에 소폭의 페이스리프트를 거쳤으며, 타우너와 병행 생산되었다. 프라이드의 꾸준한 판매로 인하여 후속 차종으로 계획된 아벨라가 고급 소형차로 계획이 변경되어 1994년 3월 선보임에 따라 프라이드 역시 계속 판매되던 중 저가형 트림을 없애고, 최하위 트림은 아벨라로 이관했다. 그러나 1994년에 출시한 현대 엑센트(X3)의 등장으로 판매량이 감소하기 시작하였고, 1999년 11월 8일 아벨라와의 통합 후속 차종인 리오가 출시되면서 단종됐다. 1세대가 판매되었던 12년 동안 기아자동차의 승용차 중에서 풀 모델 체인지를 거치지 않았던 수명이 긴 차종으로 기록되었다. 이란에서는 사이파 브랜드를 통하여 2001년부터 2019년까지 생산·판매되었다.

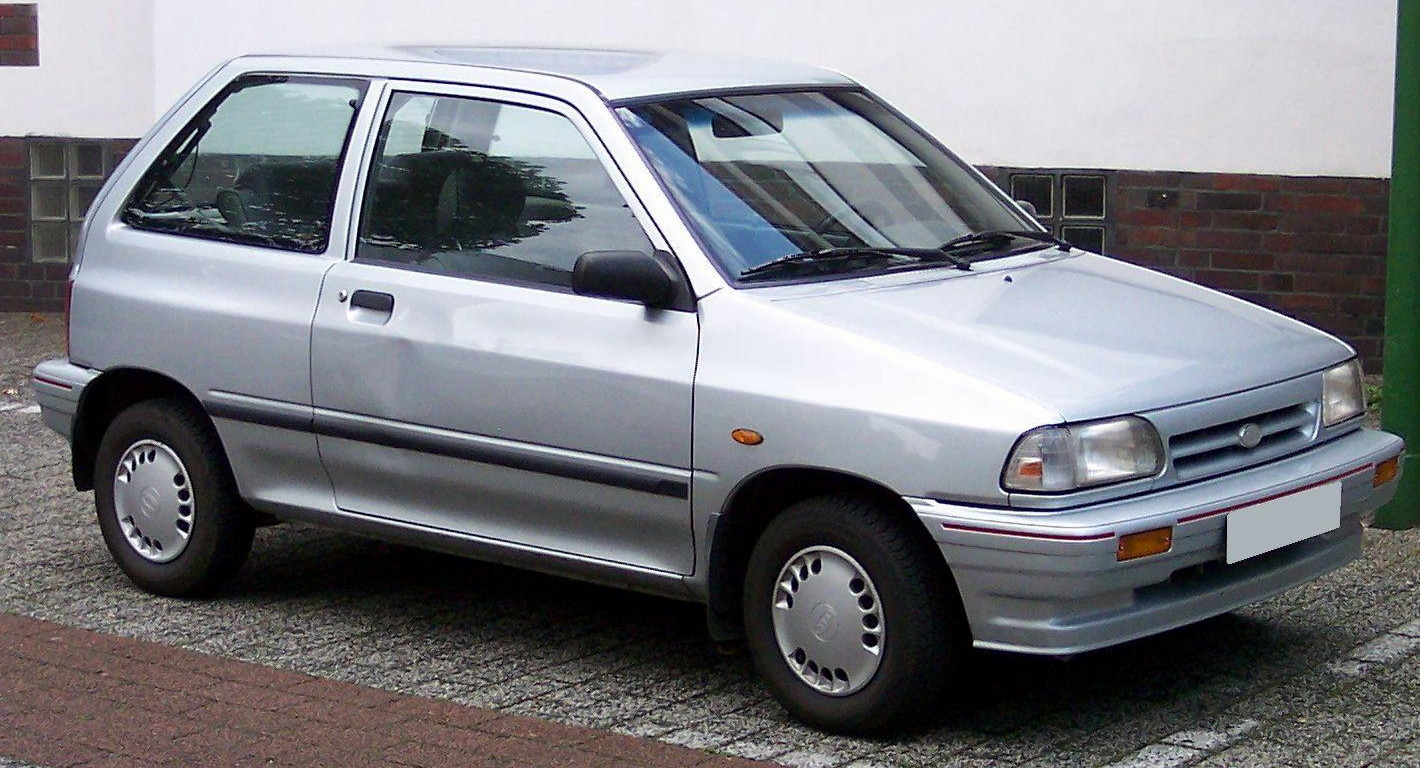
기아 프라이드 (3도어 후기형) 정측면
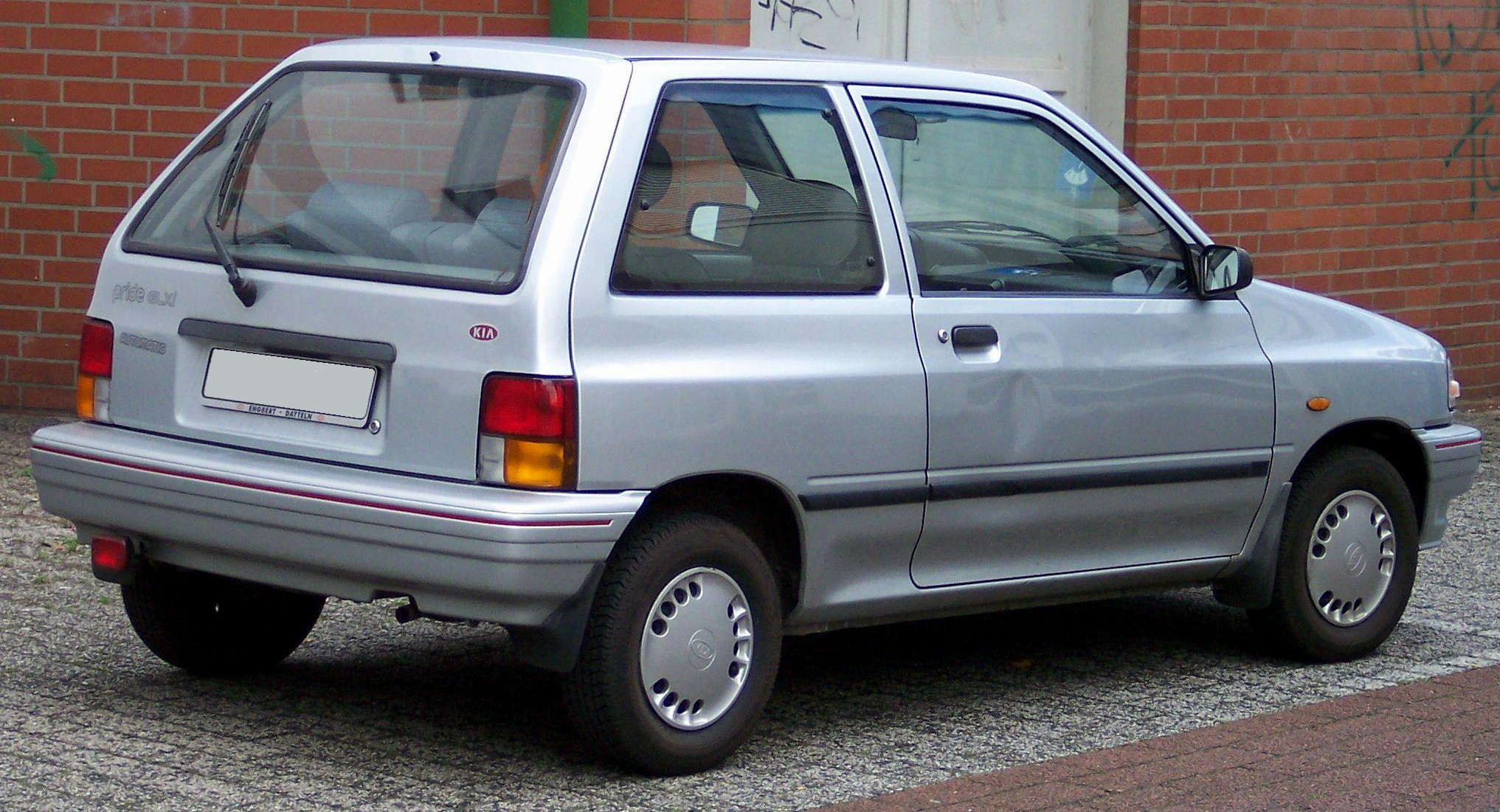
기아 프라이드 (3도어 후기형) 후측면
기아 프라이드 (5도어 전기형) 정측면
기아 프라이드 (5도어 전기형) 후측면
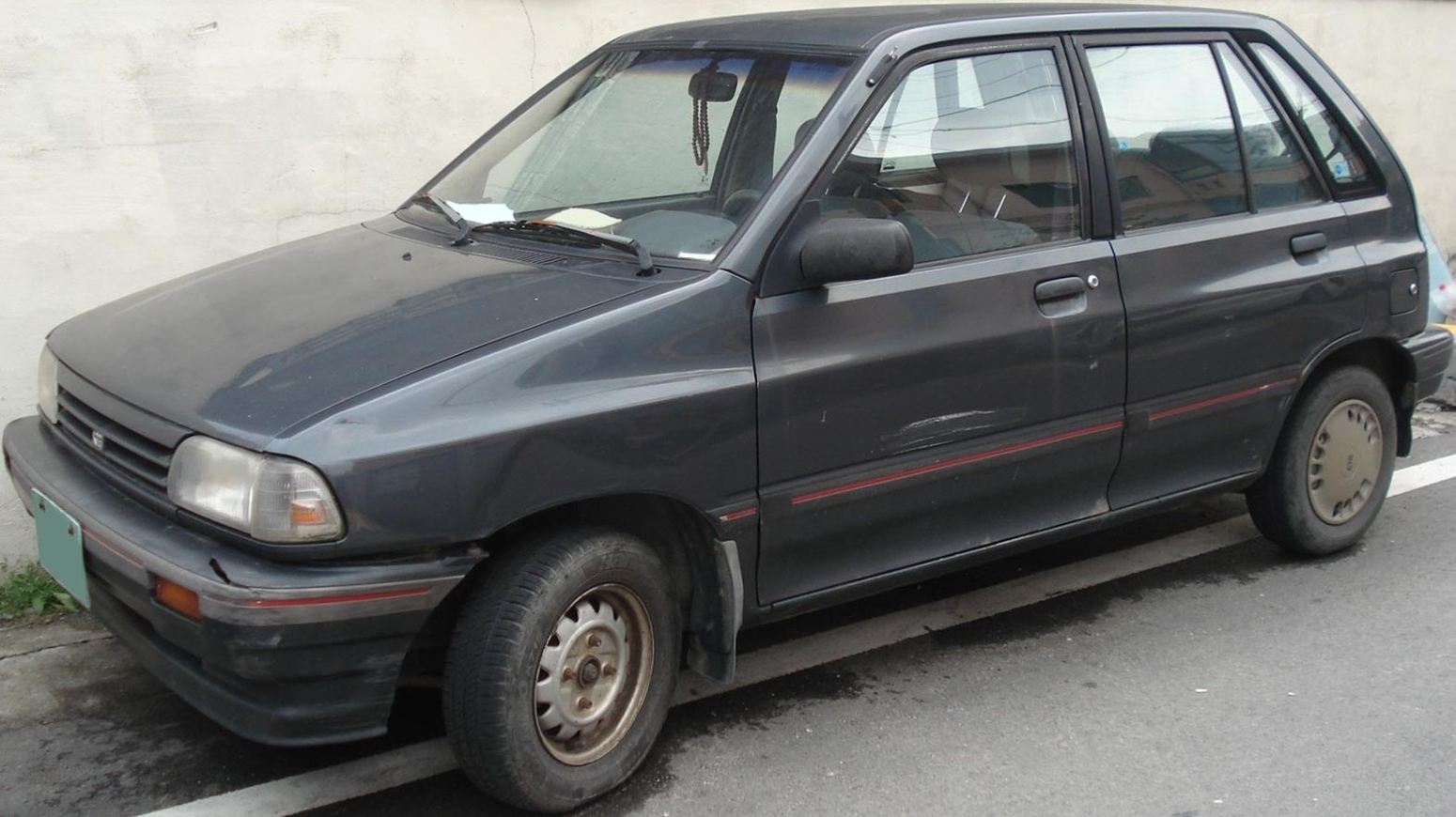
기아 프라이드 (5도어 중기형) 정측면
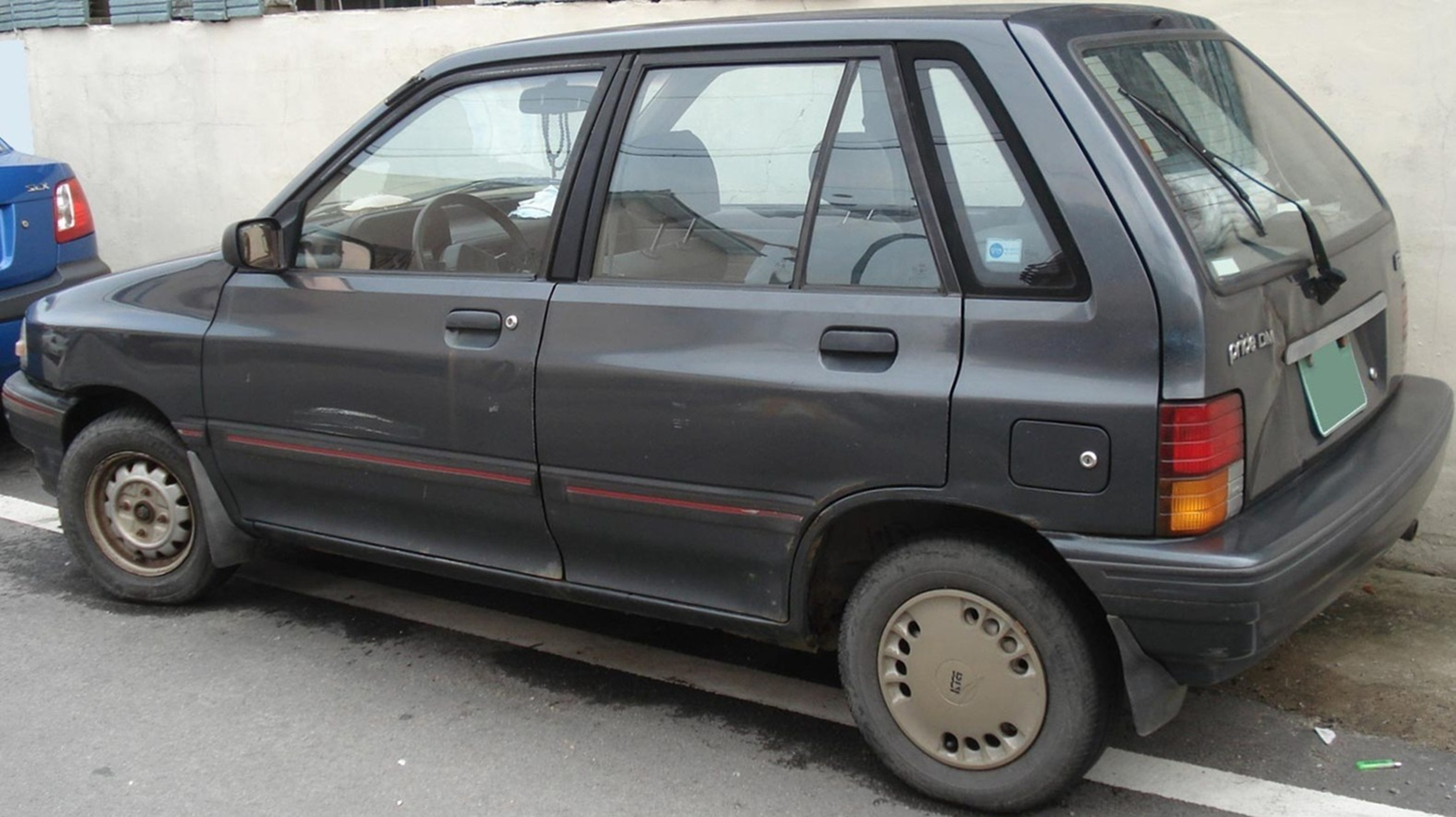
기아 프라이드 (5도어 중기형) 정측면
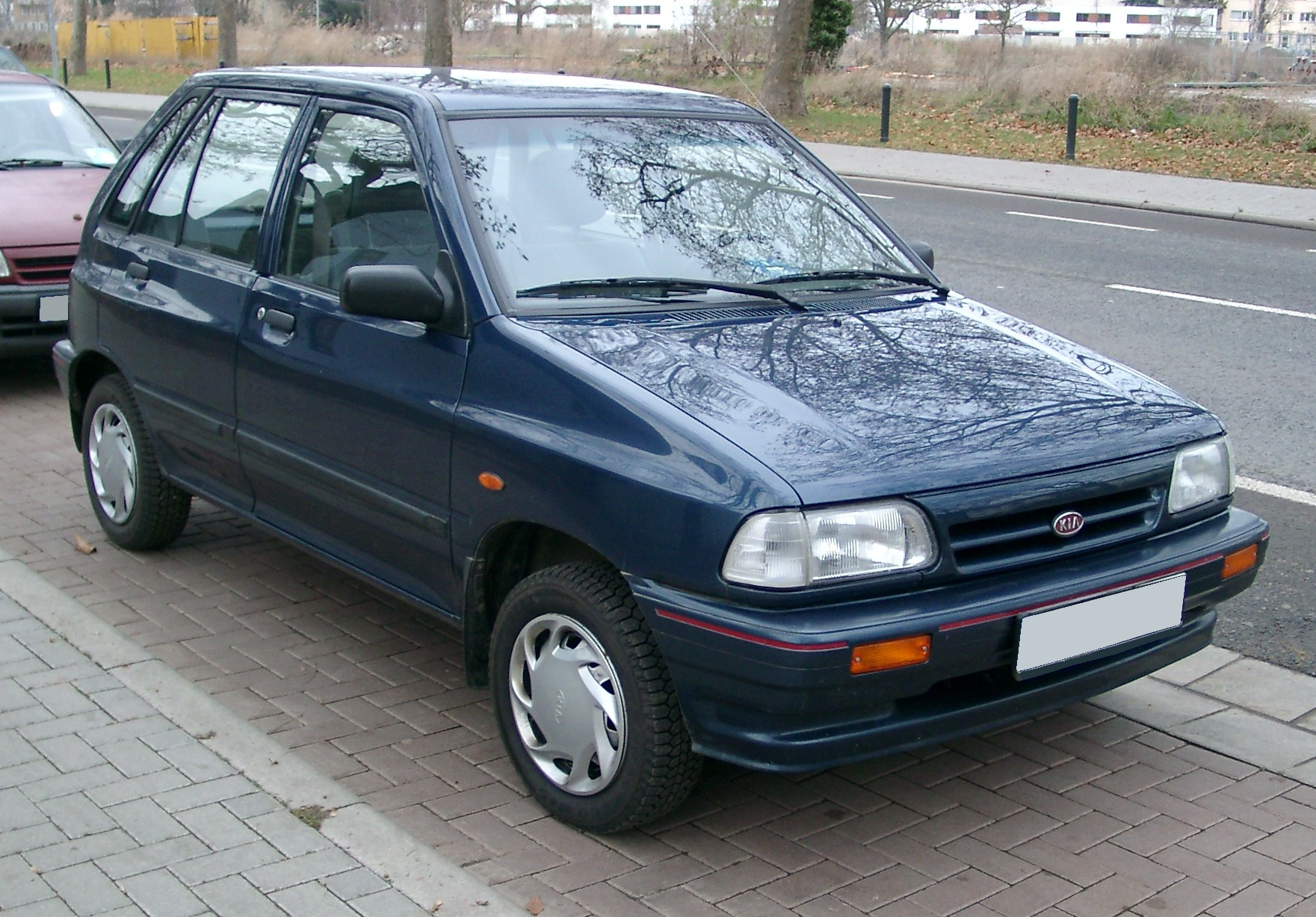
기아 프라이드 (5도어 후기형) 정측면
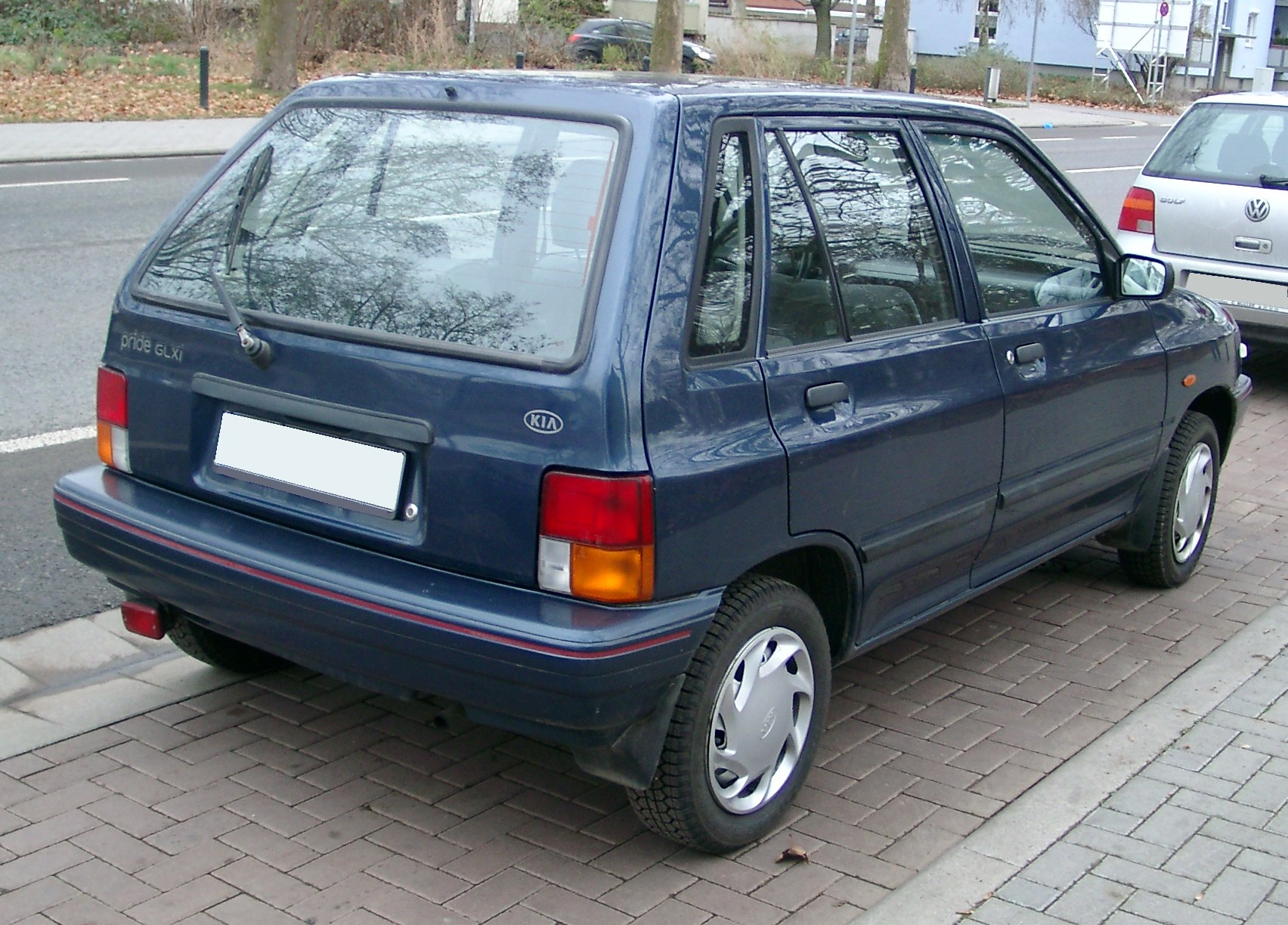
기아 프라이드 (5도어 후기형) 후측면
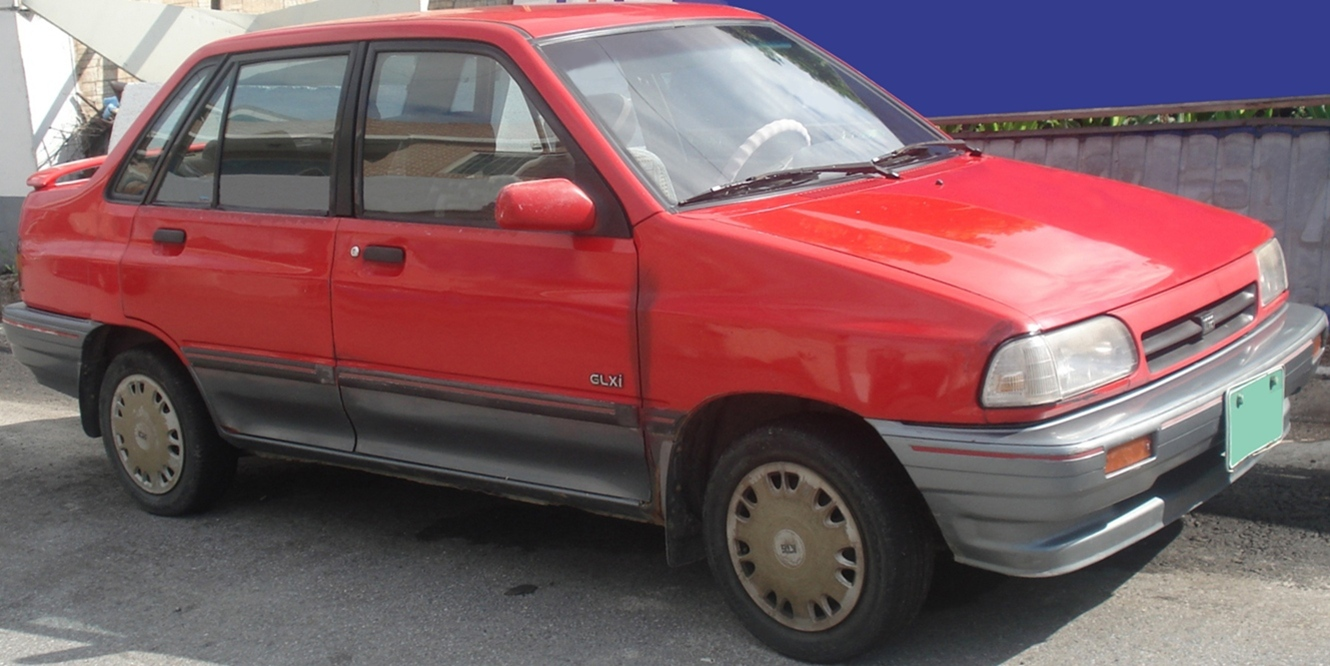
기아 프라이드 베타 (전기형) 정측면
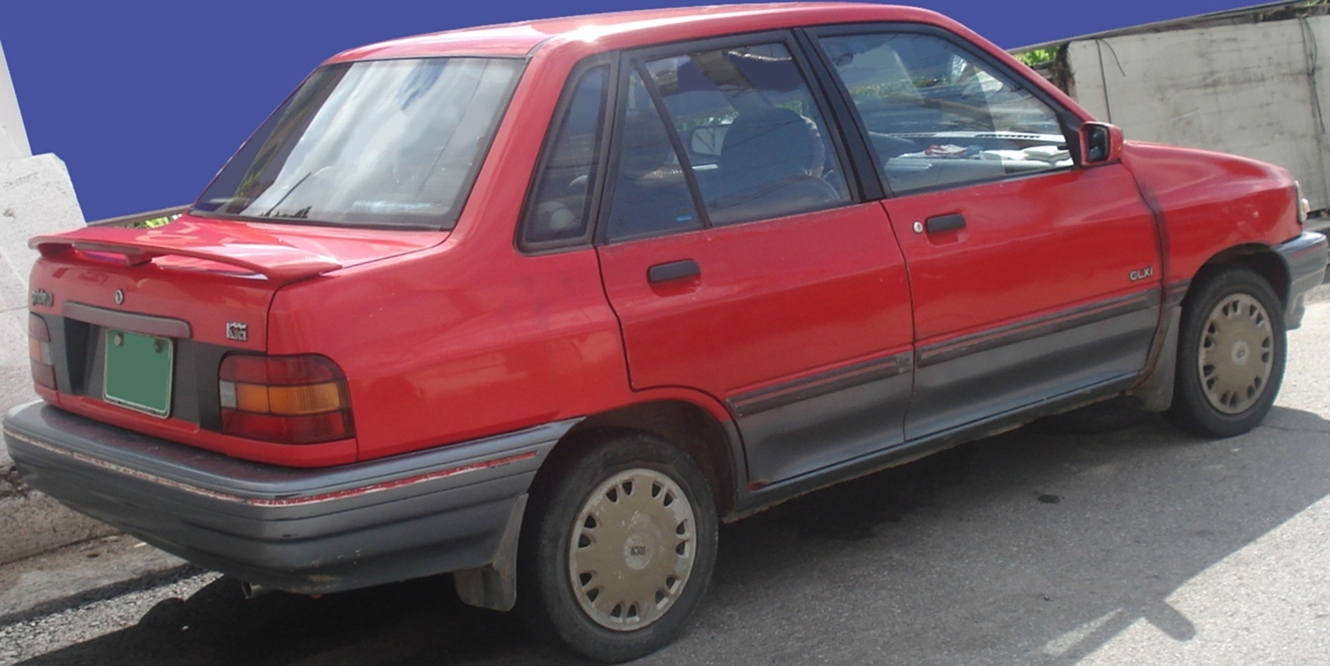
기아 프라이드 베타 (전기형) 후측면
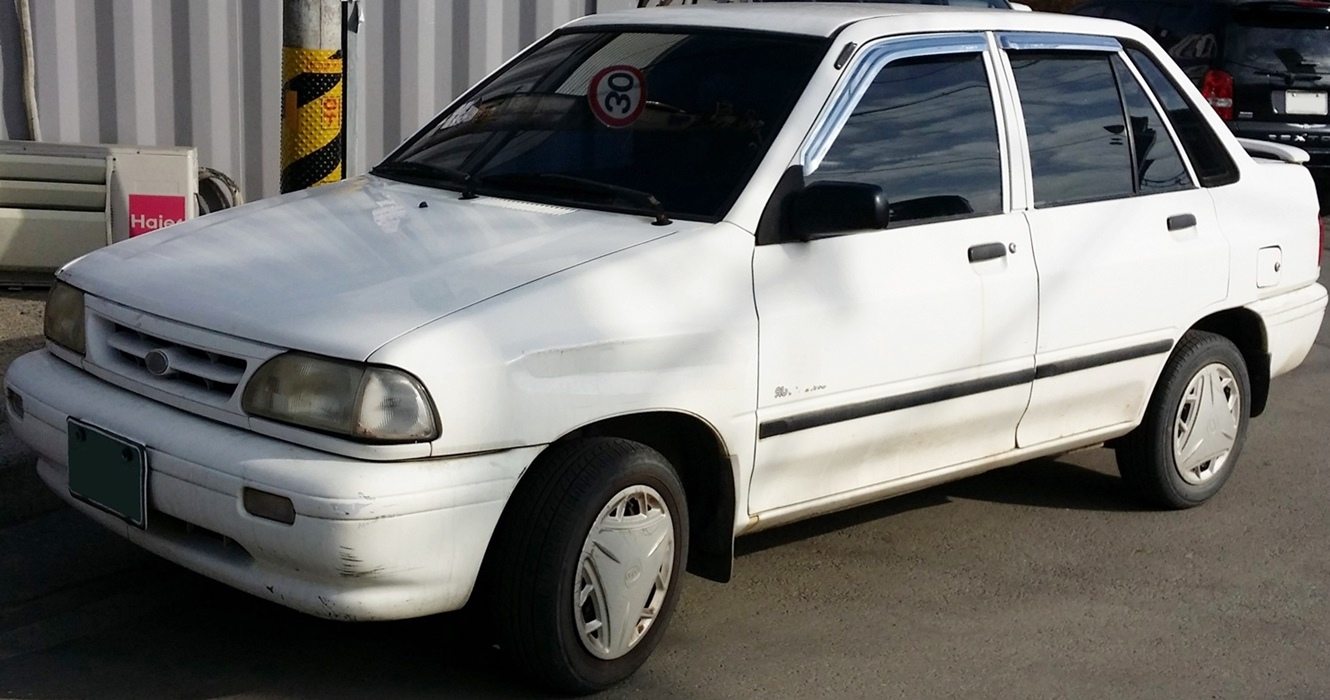
기아 프라이드 베타 (후기형) 정측면
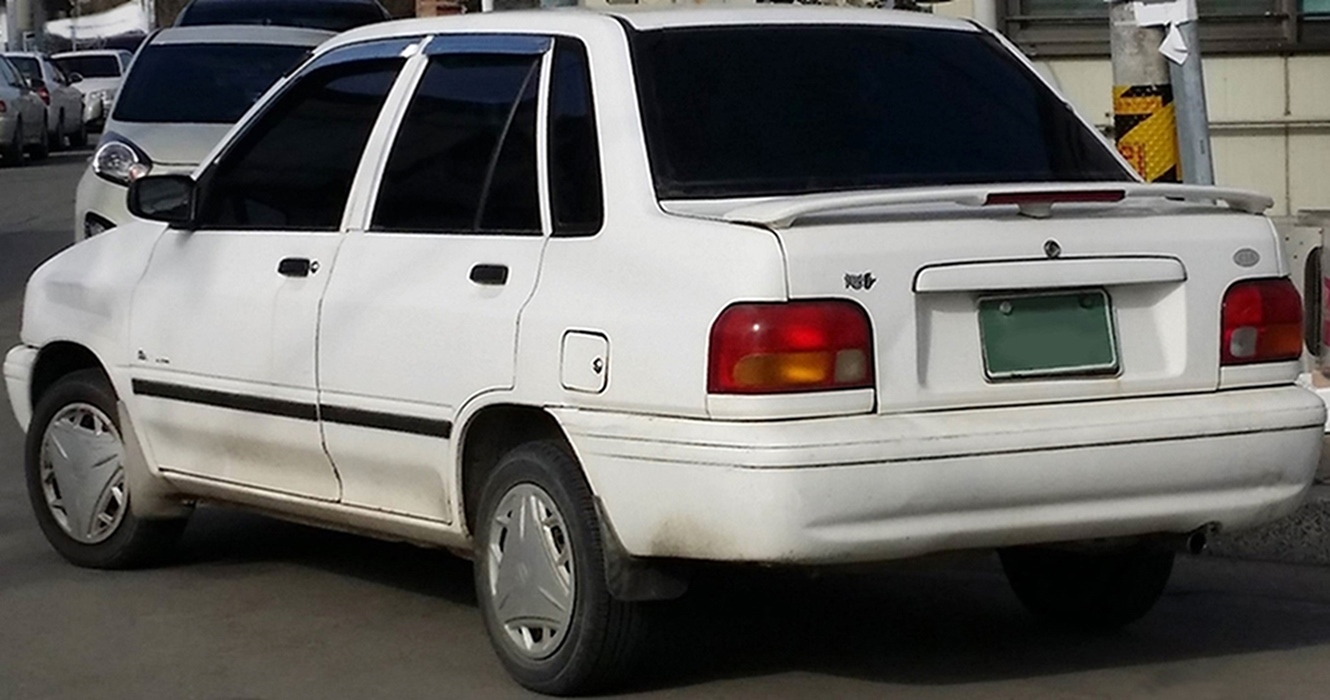
기아 프라이드 베타 (후기형) 후측면
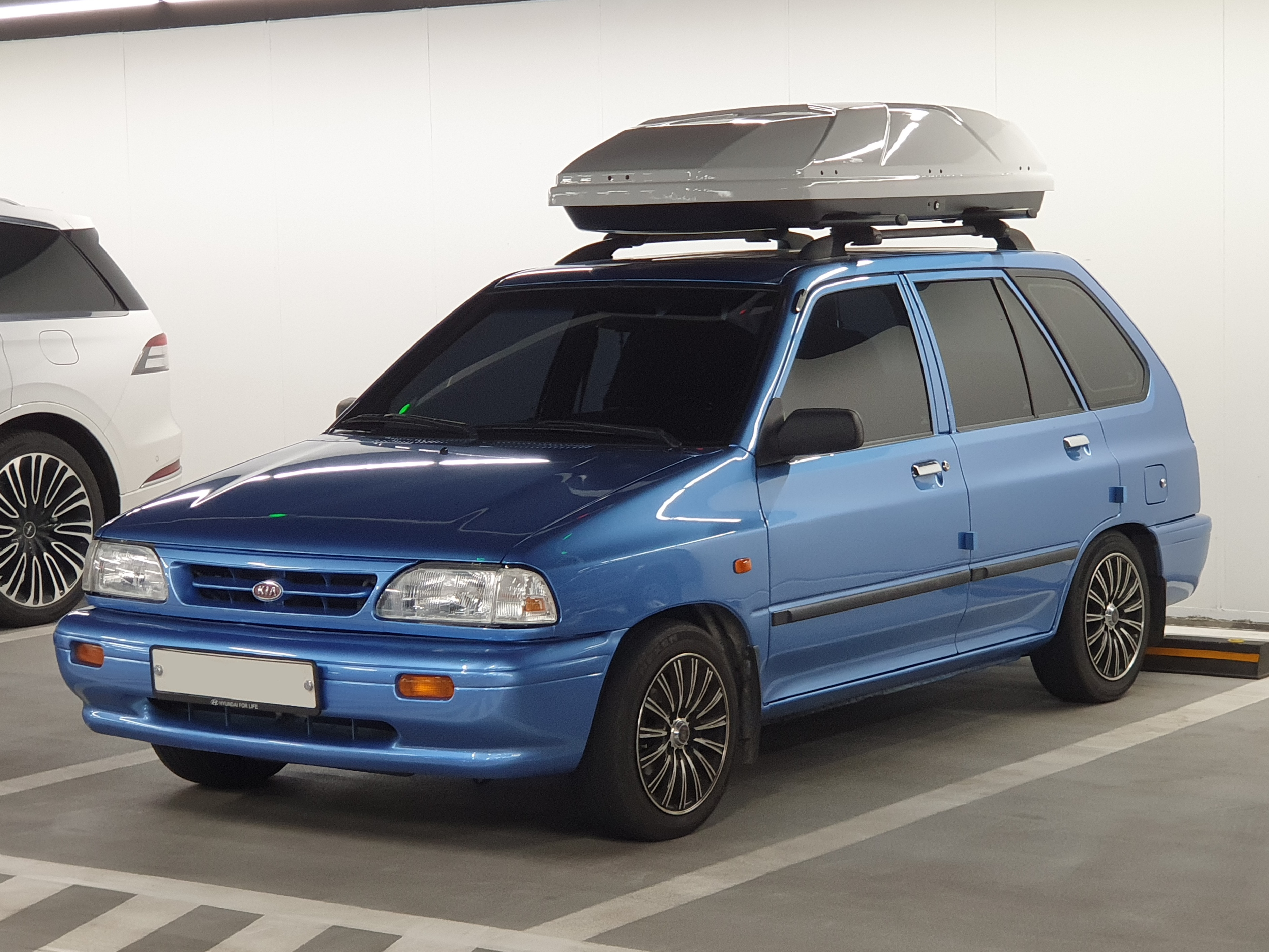
기아 프라이드 왜건 정측면
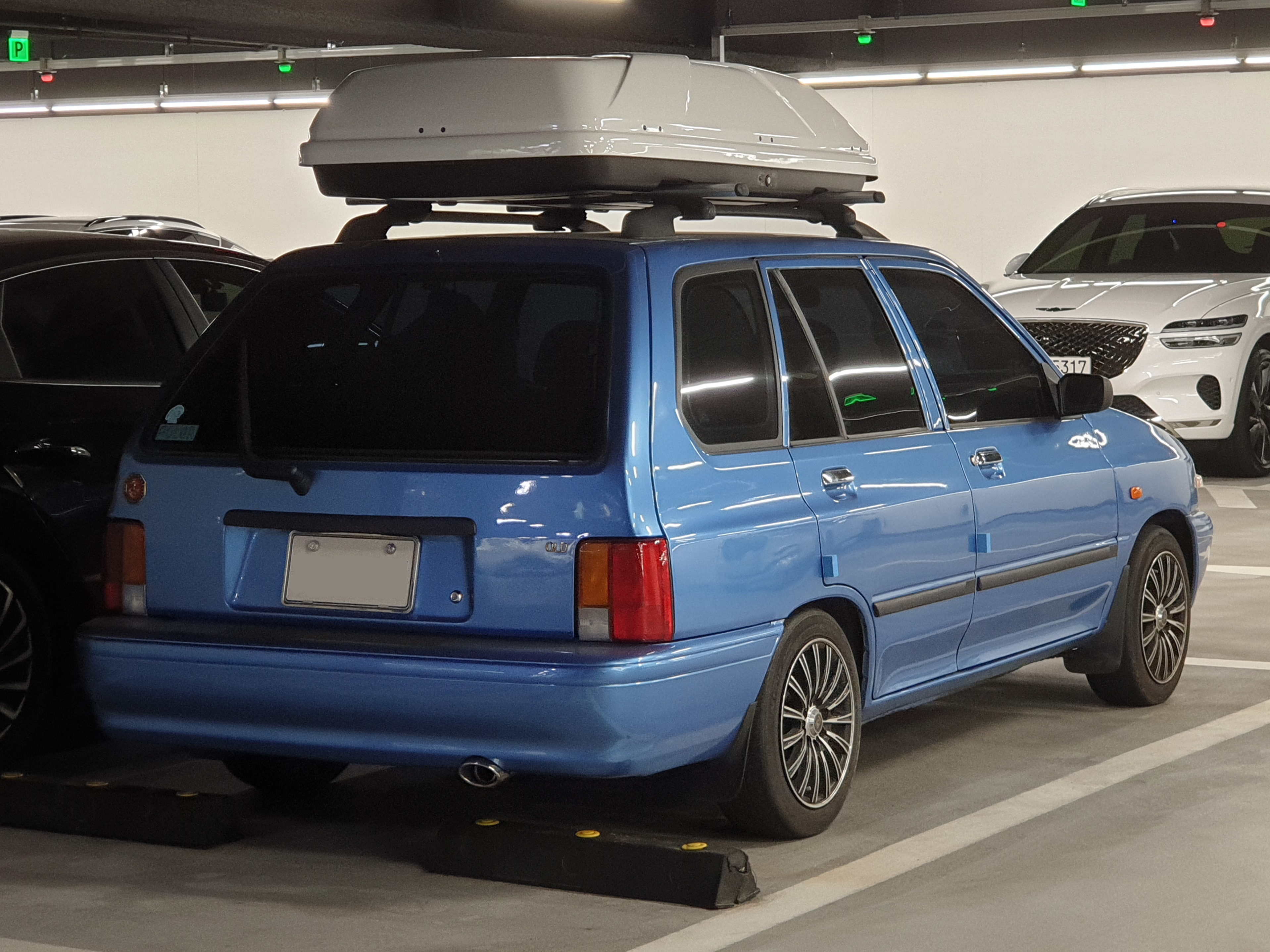
기아 프라이드 왜건 후측면

#### 라인업
| 구분     | 프라이드 3도어 1.1L 가솔린 | 프라이드 팝 3도어 1.1L 가솔린 | 프라이드 5도어 1.1L 가솔린 | 프라이드 3도어 1.3L 가솔린 | 프라이드 베타 4도어 1.3L 가솔린 | 프라이드 5도어 1.3L 가솔린 | 프라이드 웨건 1.3L 가솔린 |
| -------- | -------------------------- | ----------------------------- | -------------------------- | -------------------------- | ------------------------------- | -------------------------- | ------------------------- |
| 프라이드 | CD EF                      | LX SLX                        | CD EF                      | 밴 CD EF FS DM 영 GLXi     | GLXi SLX LX G GTX 영 GX         | CD EF FS DM 영 GLXi        | GLXi 프렌드               |

#### 제원
- 전장(mm) : 3,465(3도어 팝)/3,565(3도어)/3,515(5도어 영)/3,615(5도어)/3,922(왜건)/3,935(베타)
- 전폭(mm) : 1,605
- 전고(mm) : 1,460(3도어, 5도어, 왜건)/1,455(베타)
- 축거(mm) : 2,295(3도어)/2,345(베타, 5도어, 왜건)
- 윤거(전, mm) : 1,405
- 윤거(후, mm) : 1,385
- 승차정원 : 2명(밴)/4명
- 서스펜션(전/후) : 맥퍼슨 스트럿/세미 트레일링 암
- 구동방식 : 전륜구동

| 구분               | 1.1L B 가솔린                                | 1.3L B 가솔린 FBC                | 1.3L B 가솔린 EGI |
| ------------------ | -------------------------------------------- | -------------------------------- | --- |
| 엔진 형식          | B1                                           | B3                               | B3 |
| 연료               | 가솔린                                       | 가솔린                           | 가솔린 |
| 배기량(cc)         | 1,139                                        | 1,323                            | 1,323 |
| 최고출력(ps/rpm)   | 62/6,000                                     | 69/5,500                         | 73/5,500 (이후 70/5,500으로 변경)                                                                                              |
| 최대토크(kg*m/rpm) | 10.3/3,500                                   | 12.0/3,500                       | 13.5/3,000 |
| 연비(km/l)         | 17.39(수동 4단) (이후 17.4(수동 4단)로 변경) | 16.79(수동 5단)/ 14.54(자동 3단) | 16.87(수동 5단) 13.75(자동 3단) (이후 16.4(수동 5단)/ 14.6(자동 3단), 16.9(수동 5단)/ 13.8(자동 3단), 14.6(자동 3단)으로 변경) |

## 2세대(JB)

### 뉴 프라이드(2005년4월~2011년9월)

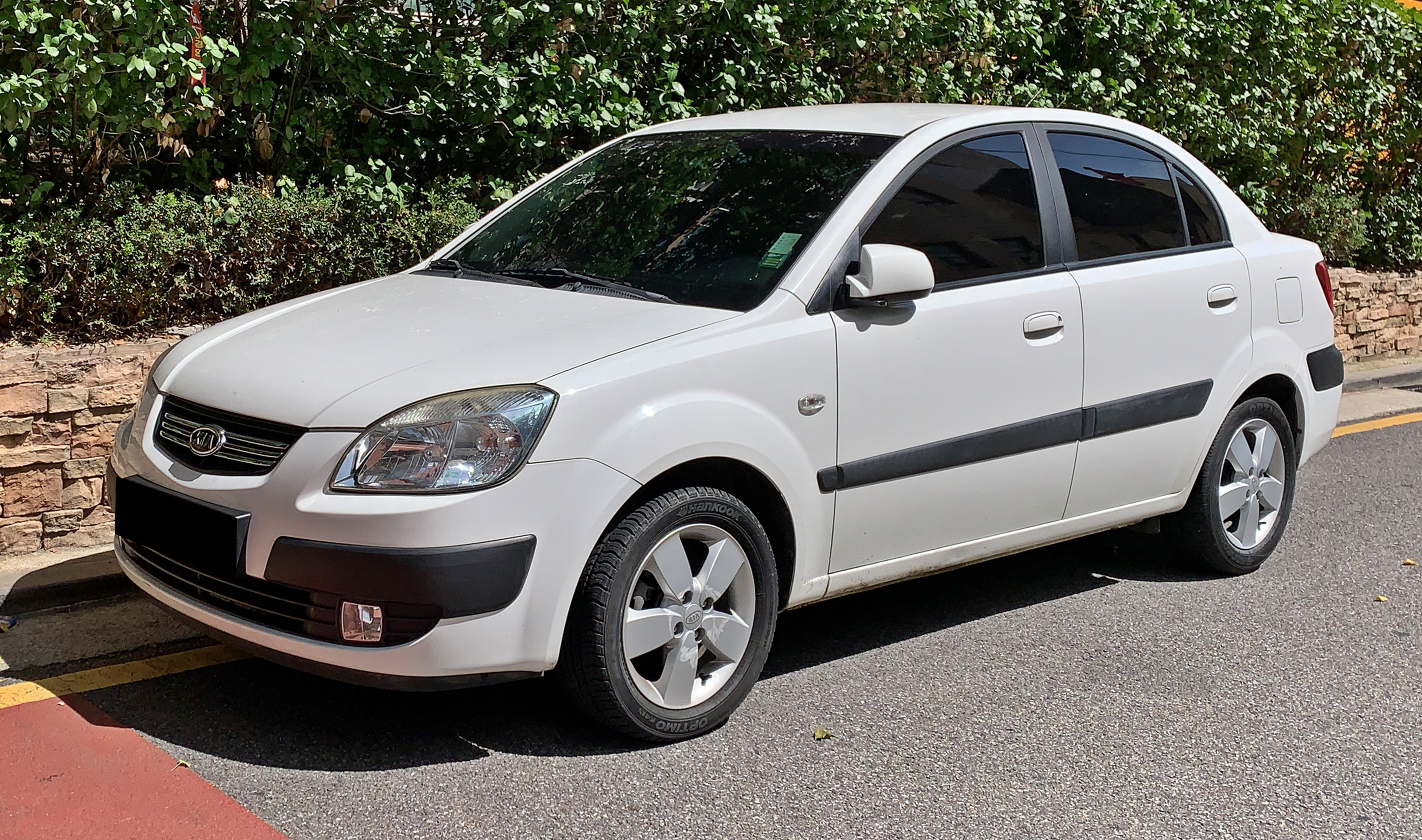
기아 뉴 프라이드 (4도어 중기형) 정측면

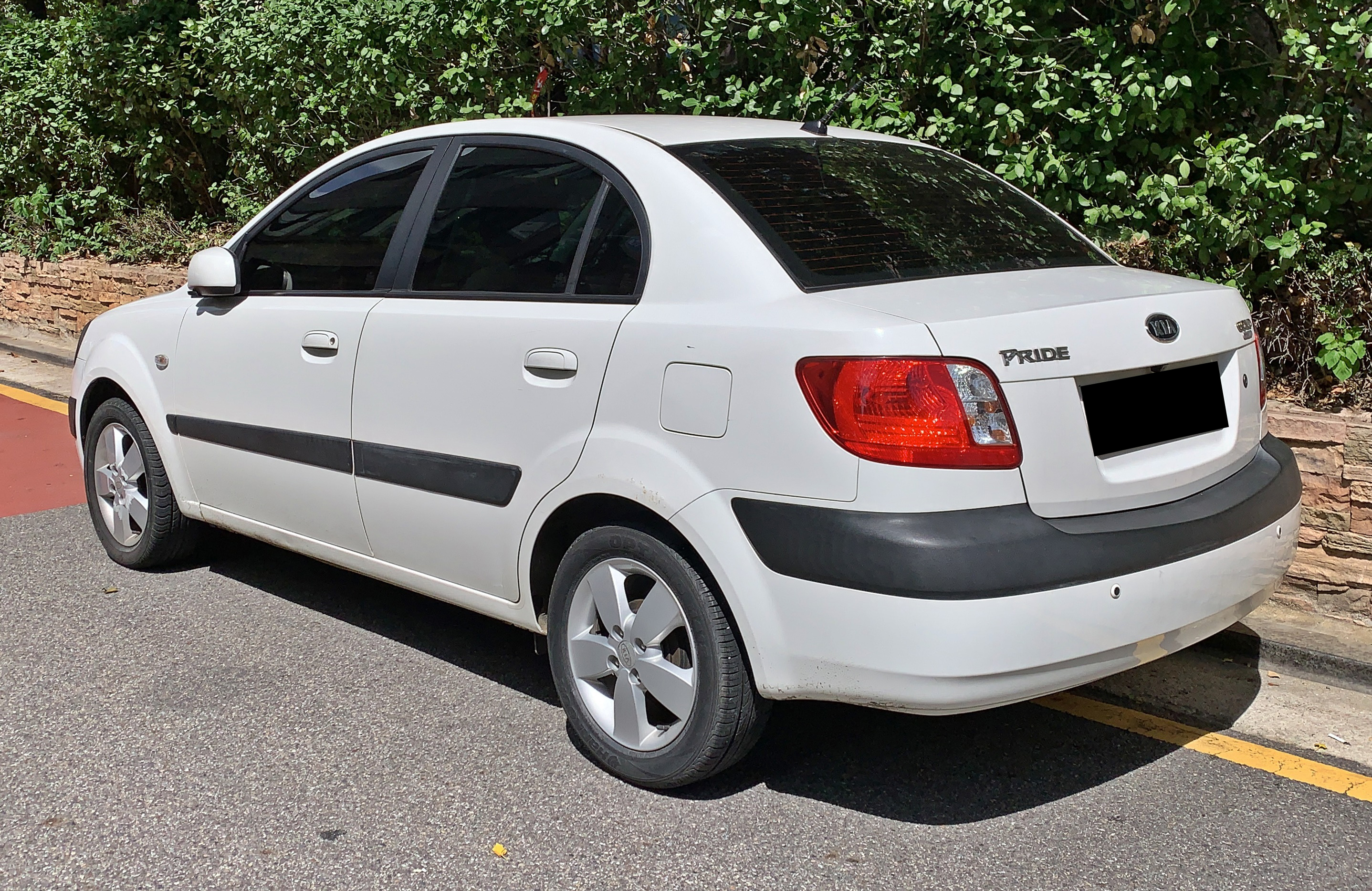
기아 뉴 프라이드 (4도어 중기형) 후측면

2005년 4월 7일에 출시되었다. 리오의 후속 차종으로 출시되었으며, 과거의 친숙한 차명을 다시 사용하는 것이 판매에 유리하다는 판단에 따라 내수명은 다시 프라이드로 바뀌었다. 그러나 실제로 전 세대의 프라이드와는 관련이 없으며, 수출명은 현재까지 여전히 리오이다. 그러나 대한민국에서는 프라이드 차명을 부활시켜 리오에서 부진했던 판매량을 회복하여 소형차 시장의 선두가 되었다. 동급 차종인 현대 베르나(MC)와 엔진, 전륜구동 플랫폼 등을 공용한다. 엔진은 1.4L 알파 가솔린 엔진, 1.6L 알파 가솔린 엔진, 1.5L U 디젤 엔진이 장착되었다. 같은 해 6월 9일에는 5도어 해치백이 출시되어 선택의 폭을 넓혔다. 4도어 세단 중에는 마일드 하이브리드 사양도 있으나, 공공 기관 등에만 납품되어 일반인에게는 판매되지 않았다.
- 2008년부터는 USB를 오디오 전면에 직접 꽂을 수 있는 MP3 카스테레오가 적용되었다.
- 2009년 7월에는 기아자동차의 패밀리 룩이 적용된 라디에이터 그릴이 적용된 것을 비롯한 디자인 변경과 사양 개선이 이루어졌다. 전동으로 작동되는 스티어링인 MDPS와 연비 개선용 타이어를 적용해 연비를 개선하였고, 내비게이션과 블루투스 장착 카스테레오가 새로 적용되었다. 2011년 9월 28일에 단종되었다.

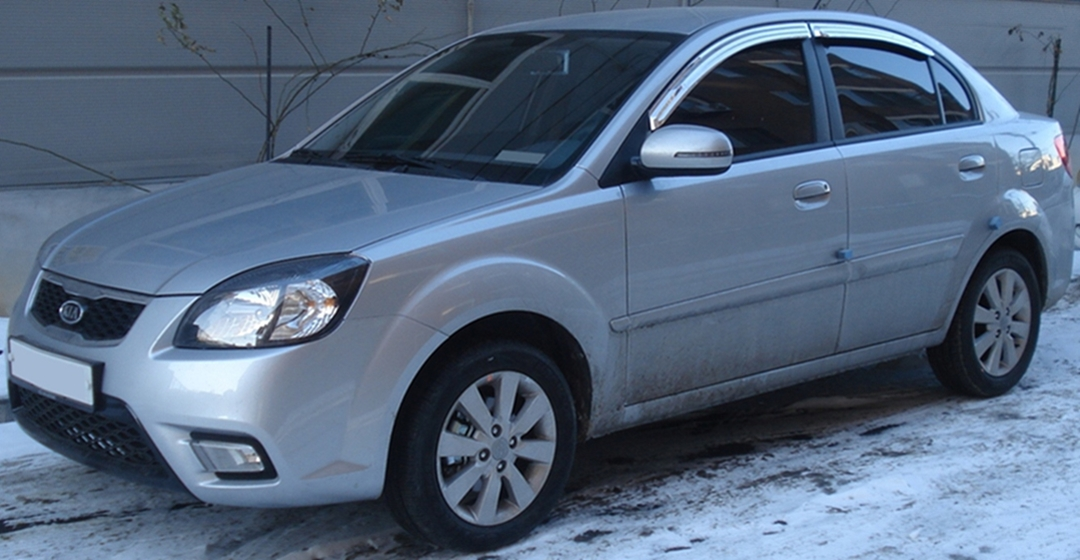
기아 뉴 프라이드 (4도어 후기형) 정측면
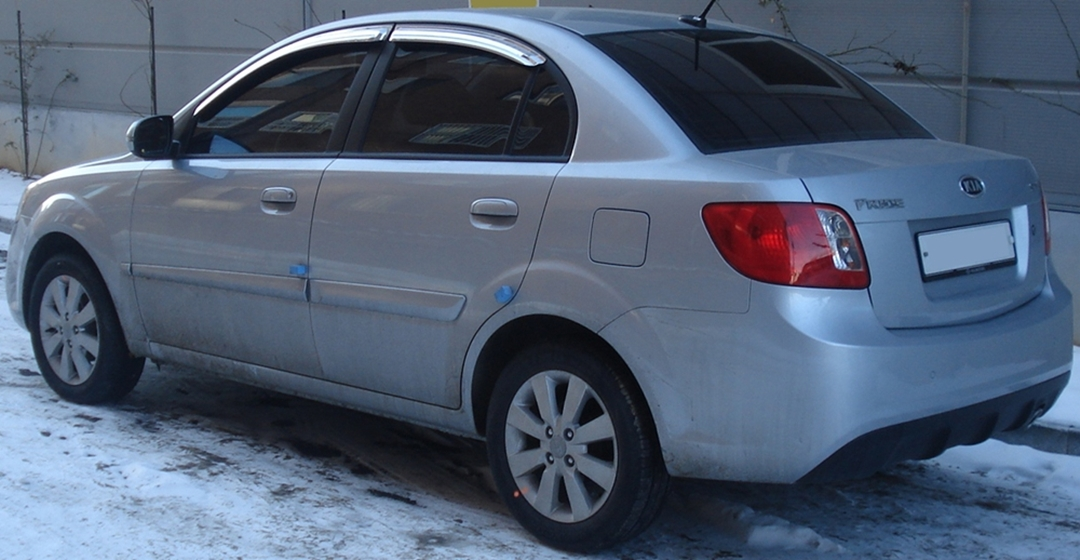
기아 뉴 프라이드 (4도어 후기형) 후측면
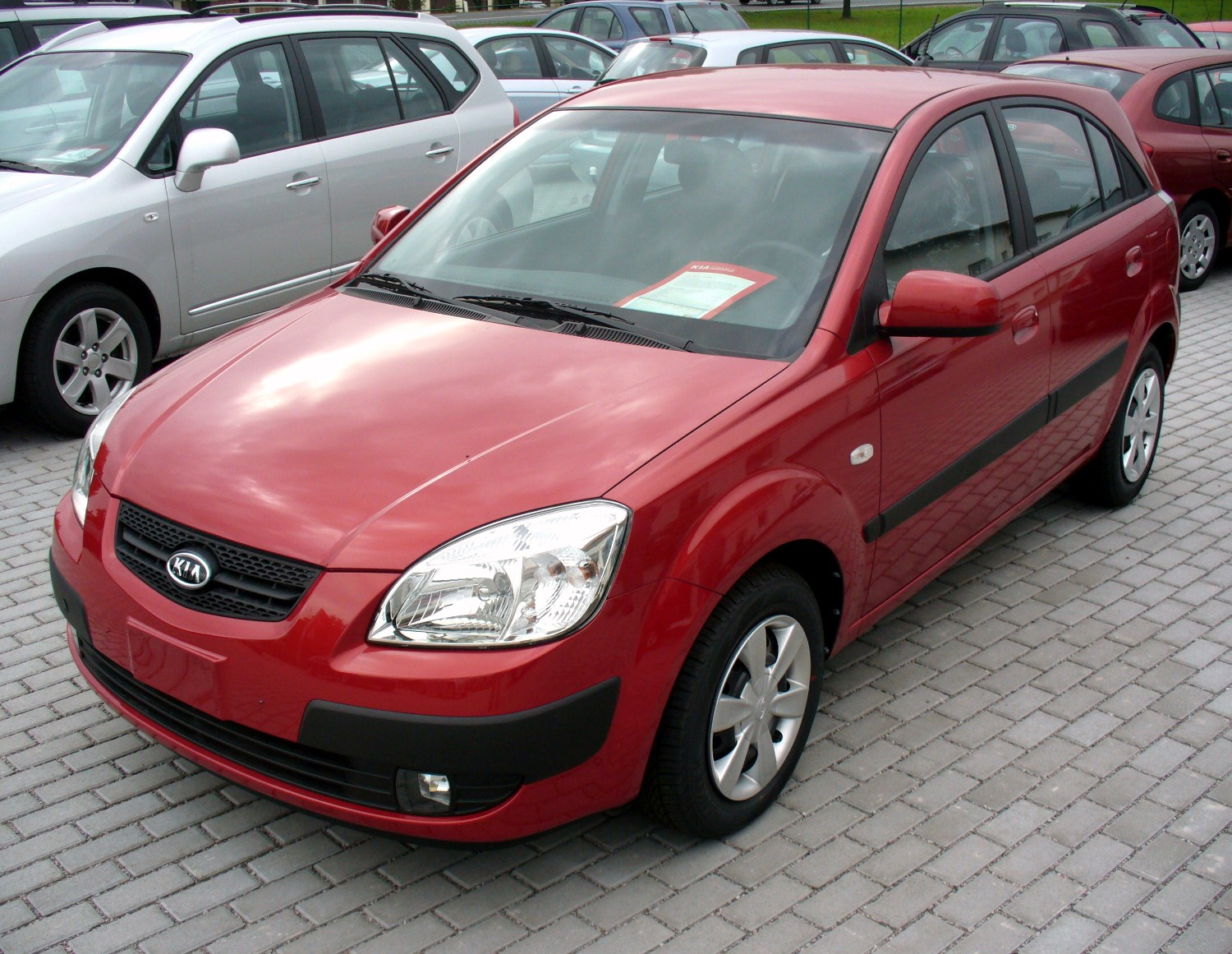
기아 뉴 프라이드 (5도어 전기형) 정측면
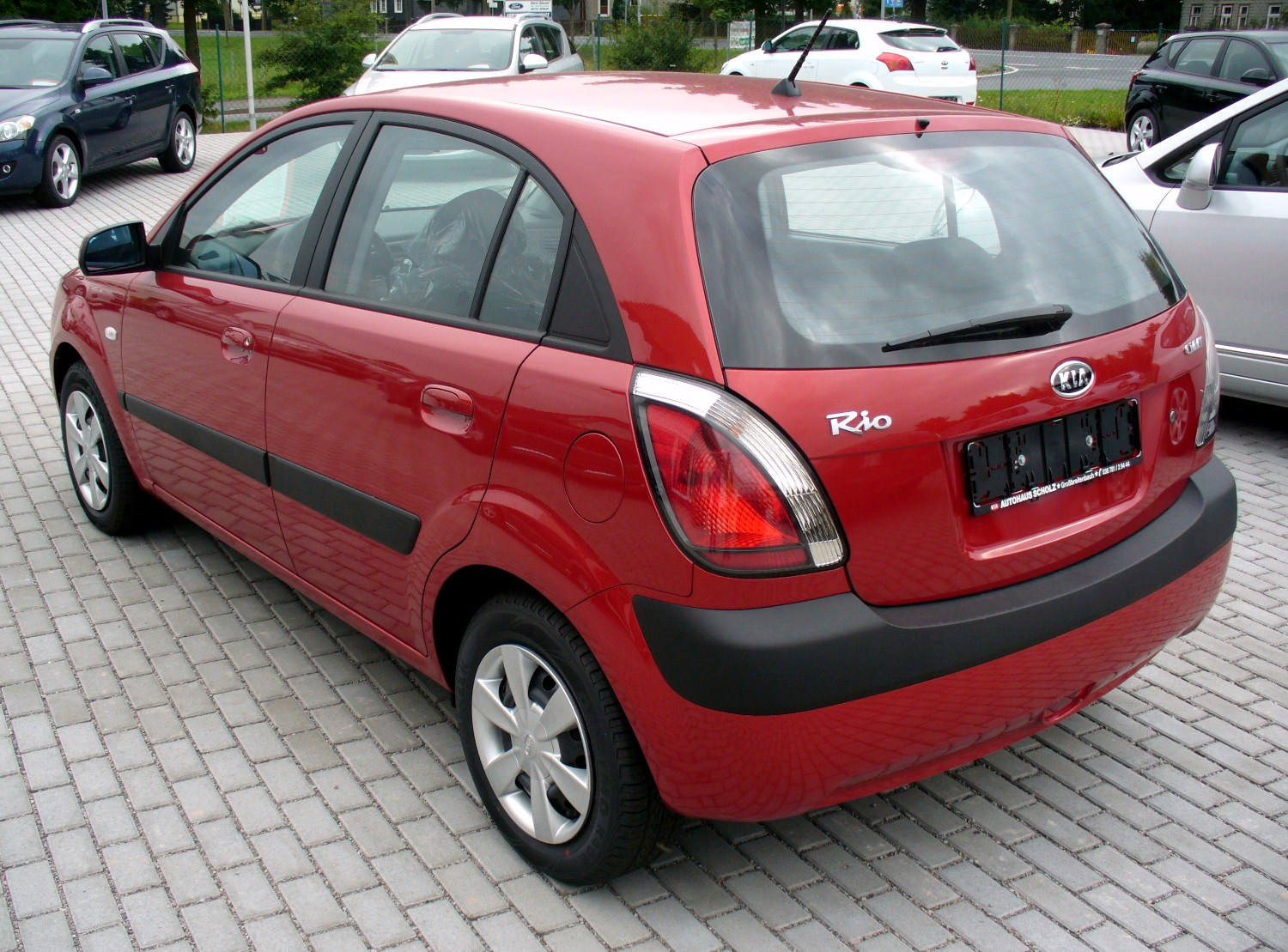
기아 뉴 프라이드 (5도어 전기형) 후측면
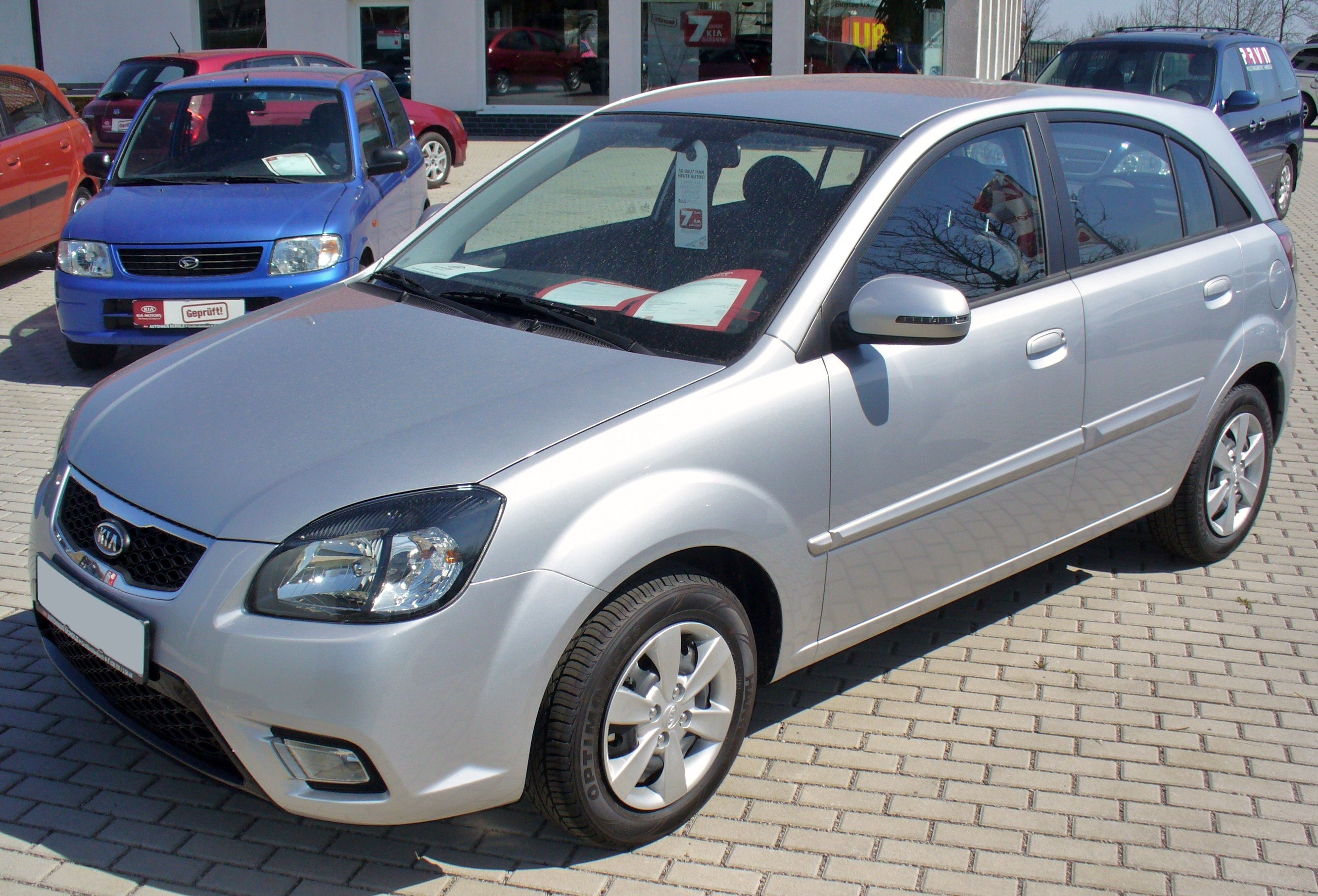
기아 뉴 프라이드 (5도어 후기형) 정측면
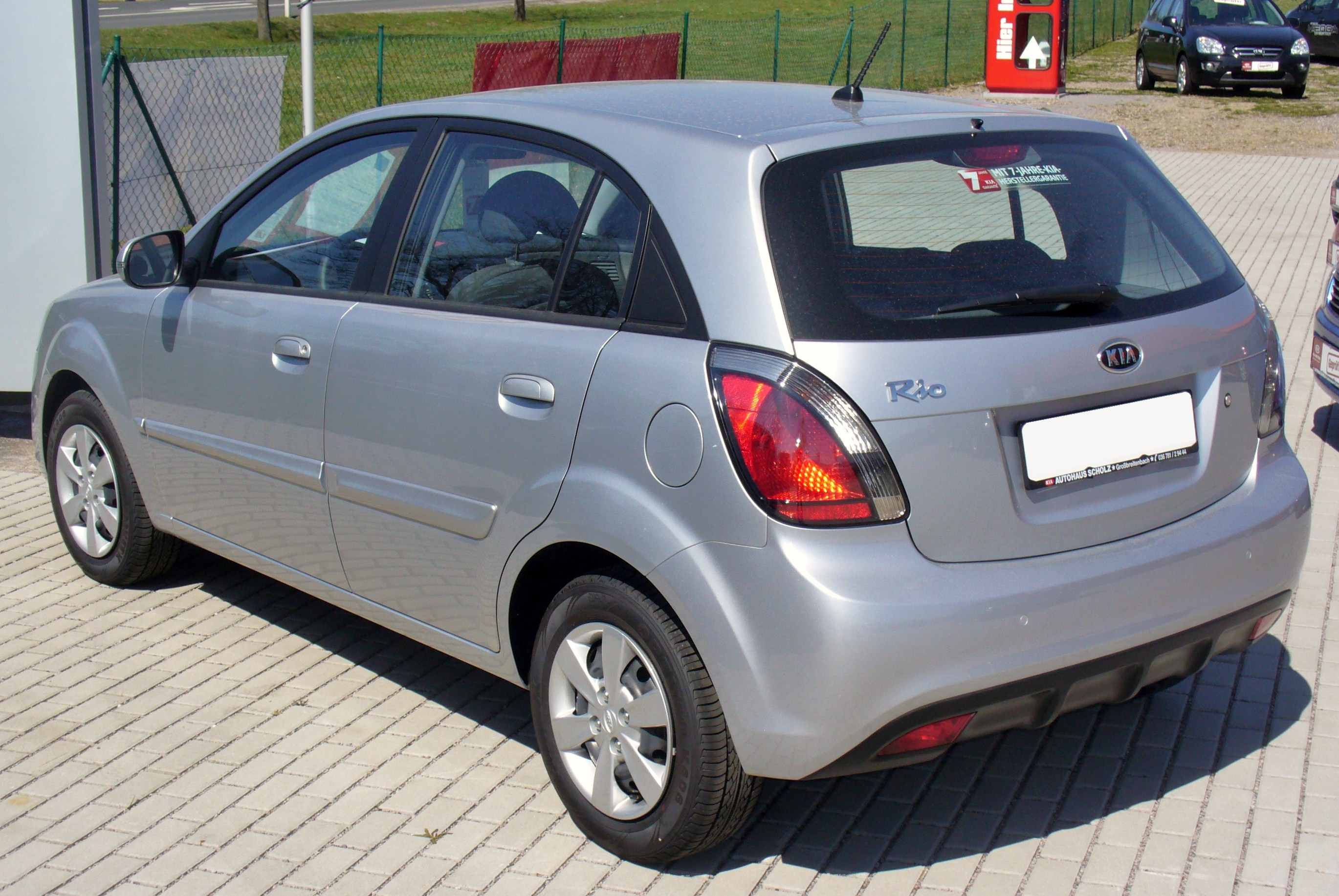
기아 뉴 프라이드 (5도어 후기형) 후측면
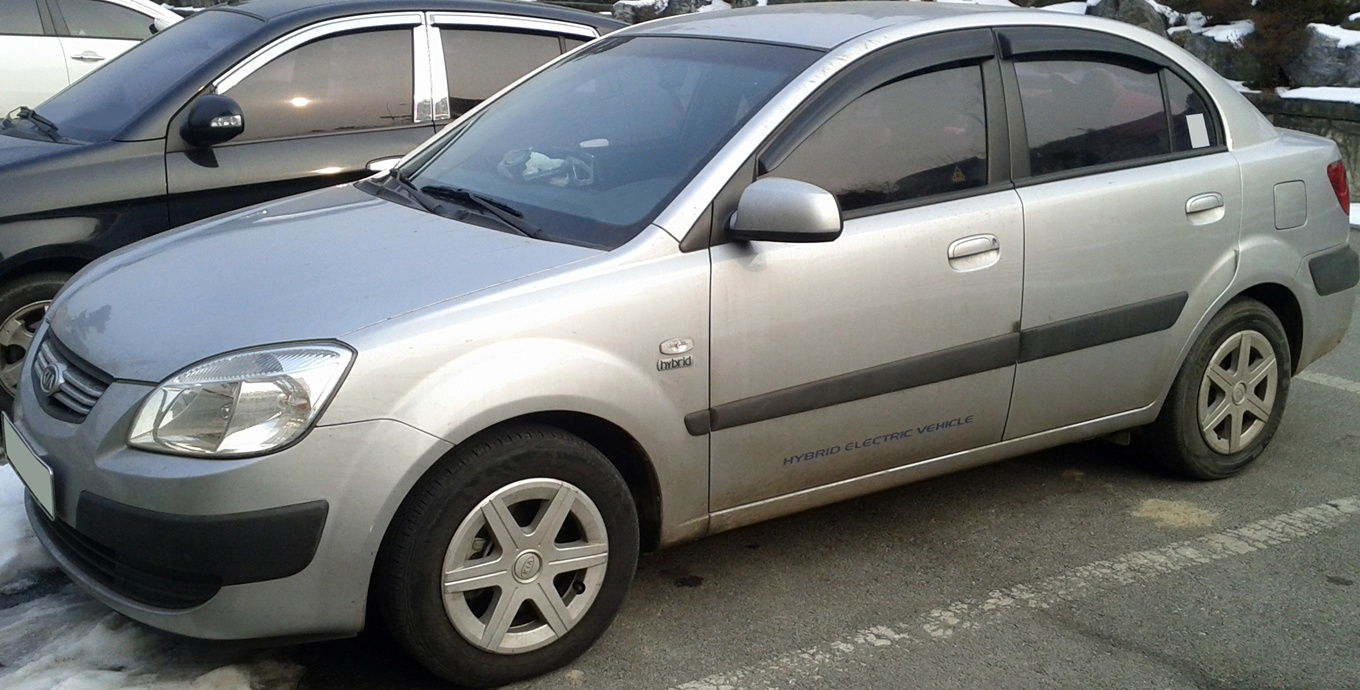
기아 뉴 프라이드 하이브리드 (4도어 중기형) 정측면
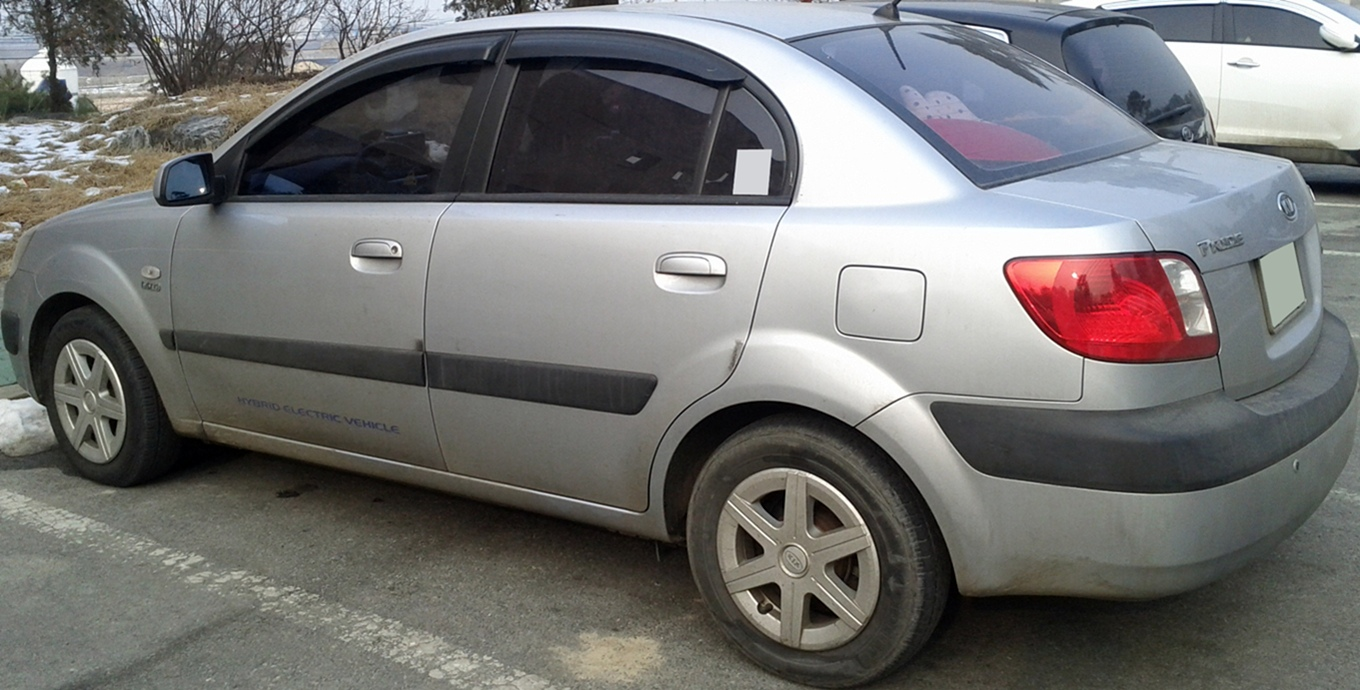
기아 뉴 프라이드 하이브리드 (4도어 중기형) 후측면
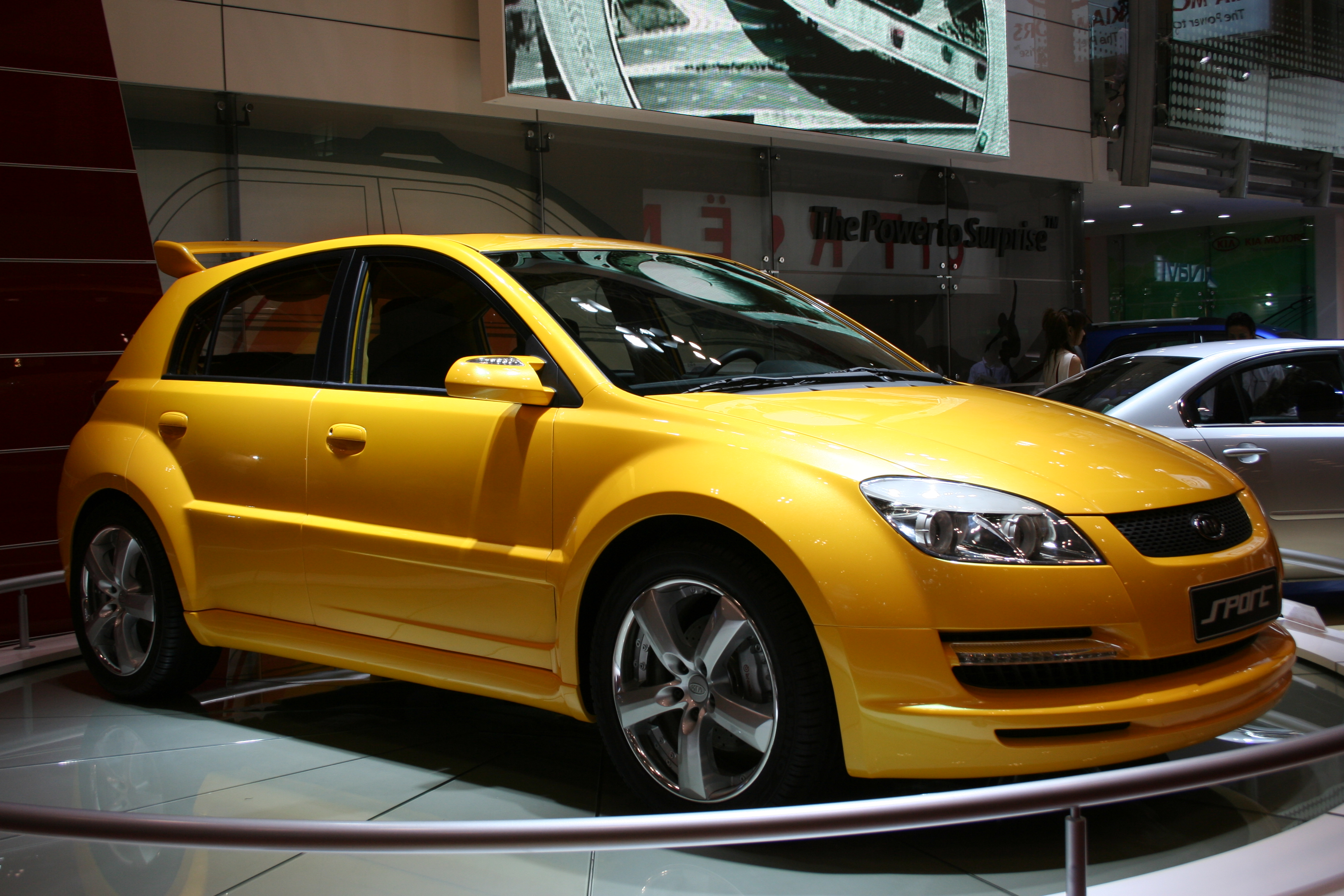
기아 KND-1 정측면

#### 라인업
| 구분        | 뉴 프라이드 4도어 1.4L 가솔린 | 뉴 프라이드 5도어 1.4L 가솔린 | 뉴 프라이드 4도어 1.6L 가솔린 | 뉴 프라이드 5도어 1.6L 가솔린 | 뉴 프라이드 4도어 1.5L 디젤 | 뉴 프라이드 5도어 1.5L 디젤 |
| ----------- | ----------------------------- | ----------------------------- | ----------------------------- | ----------------------------- | --------------------------- | --------------------------- |
| 뉴 프라이드 | L LX                          | L LX                          | SLX 골드 레드 프리미엄        | SLX 골드                      | LX SLX                      | LX SLX                      |

#### 제원
- 전장(mm) : 4,240(4도어 전기형)/4,250(4도어 후기형)/3,990(3도어,5도어 전기형)/4,025(3도어,5도어 후기형)
- 전폭(mm) : 1,695
- 전고(mm) : 1,470
- 축거(mm) : 2,500
- 윤거(전, mm) : 1,485(R14)
- 윤거(후, mm) : 1,475(R14)
- 승차정원 : 5명
- 서스펜션(전/후) : 맥퍼슨 스트럿/토션 빔
- 구동방식 : 전륜 구동

| 구분               | 1.4L 알파 가솔린                                                            | 1.6L 알파 가솔린                                                            | 1.5L U 디젤                                                                   |
| ------------------ | --------------------------------------------------------------------------- | --------------------------------------------------------------------------- | ----------------------------------------------------------------------------- |
| 엔진 형식          | G4EE                                                                        | G4ED                                                                        | D4FA                                                                          |
| 연료               | 가솔린                                                                      | 가솔린                                                                      | 디젤                                                                          |
| 배기량(cc)         | 1,399                                                                       | 1,599                                                                       | 1,493                                                                         |
| 최고출력(ps/rpm)   | 95/6,000                                                                    | 112/6,000                                                                   | 112/4,000                                                                     |
| 최대토크(kg*m/rpm) | 12.7/4,700                                                                  | 14.8/4,500                                                                  | 24.5/2,000                                                                    |
| 연비(km/l)         | 15.4(수동 5단)/ 13.1(자동 4단) (이후 17.0(수동 5단)/ 15.1(자동 4단)로 변경) | 14.7(수동 5단)/ 13.0(자동 4단) (이후 17.0(수동 5단)/ 15.1(자동 4단)로 변경) | 20.5(수동 5단)/ 16.9(자동 4단) (이후 22.0(수동 5단)/ 18.3(자동 4단)으로 변경) |

## 3세대(UB)

### 올 뉴 프라이드(2011년9월~2014년12월)

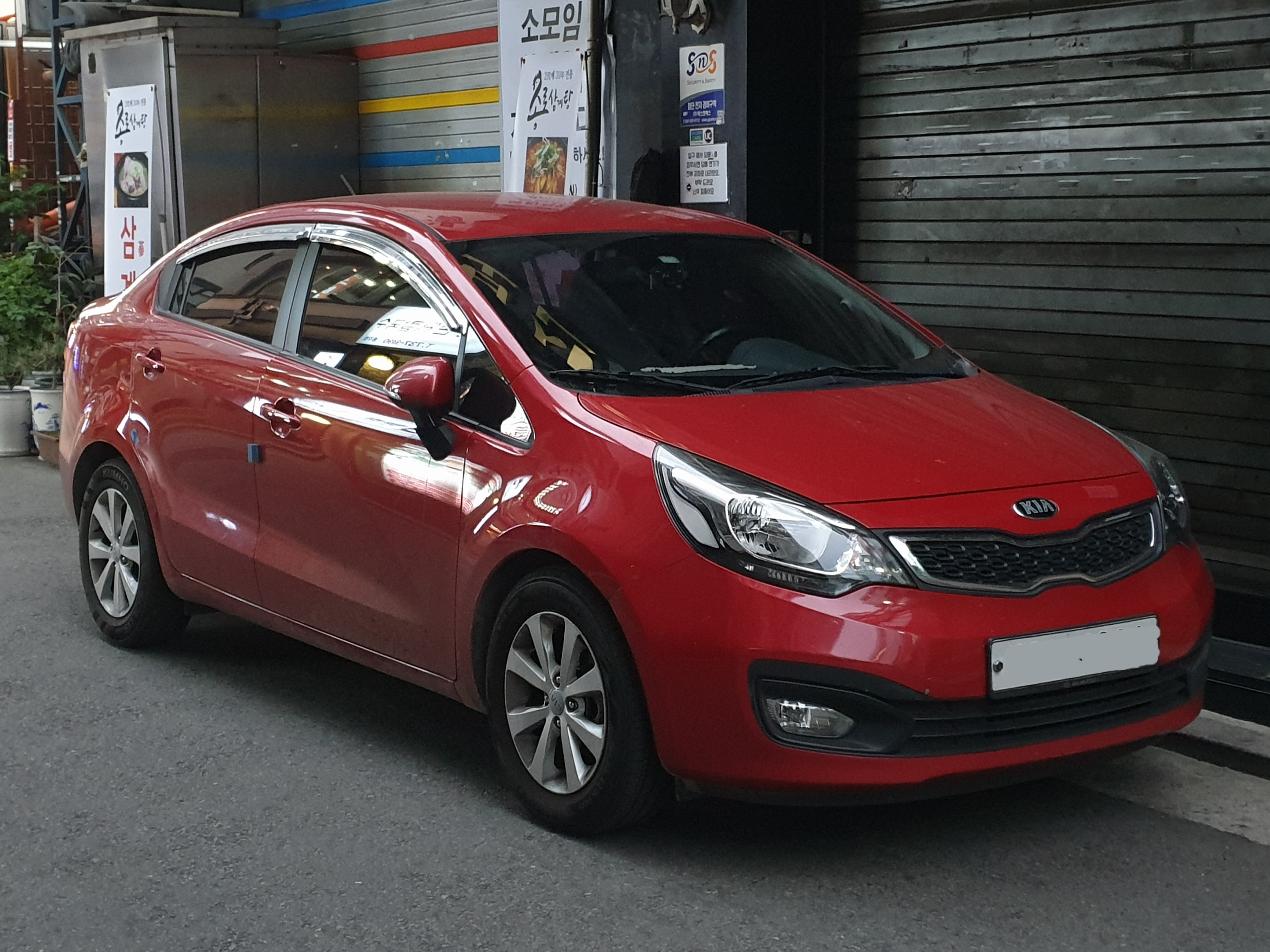
기아 올 뉴 프라이드 (세단) 정측면

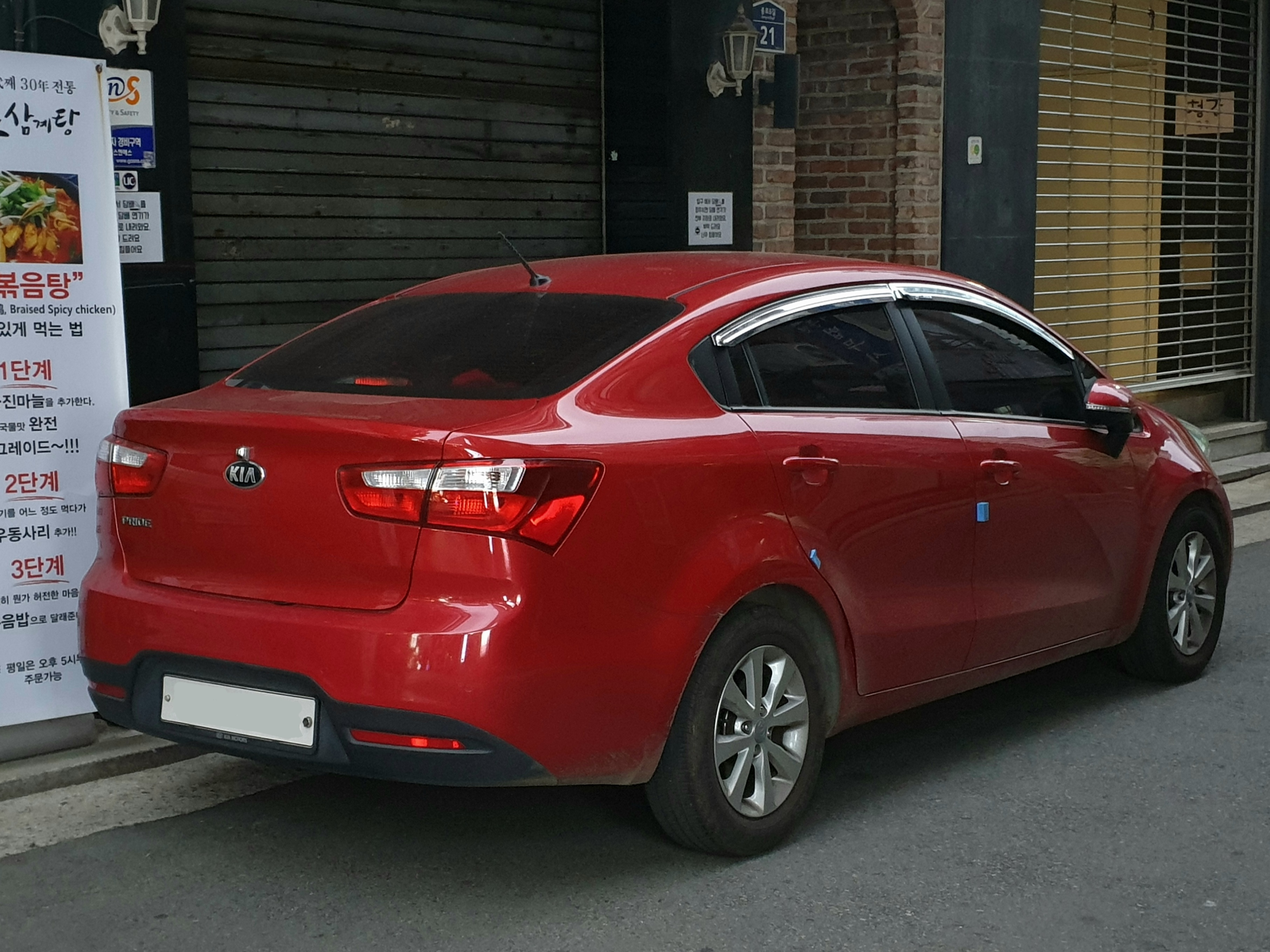
기아 올 뉴 프라이드 (세단) 후측면

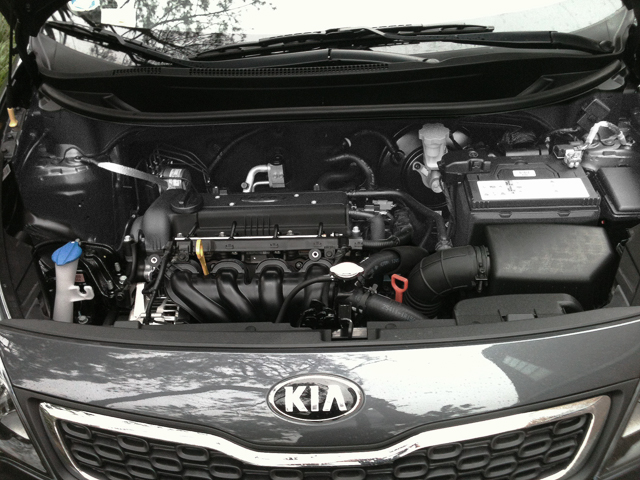
기아 올 뉴 프라이드 (세단) 엔진

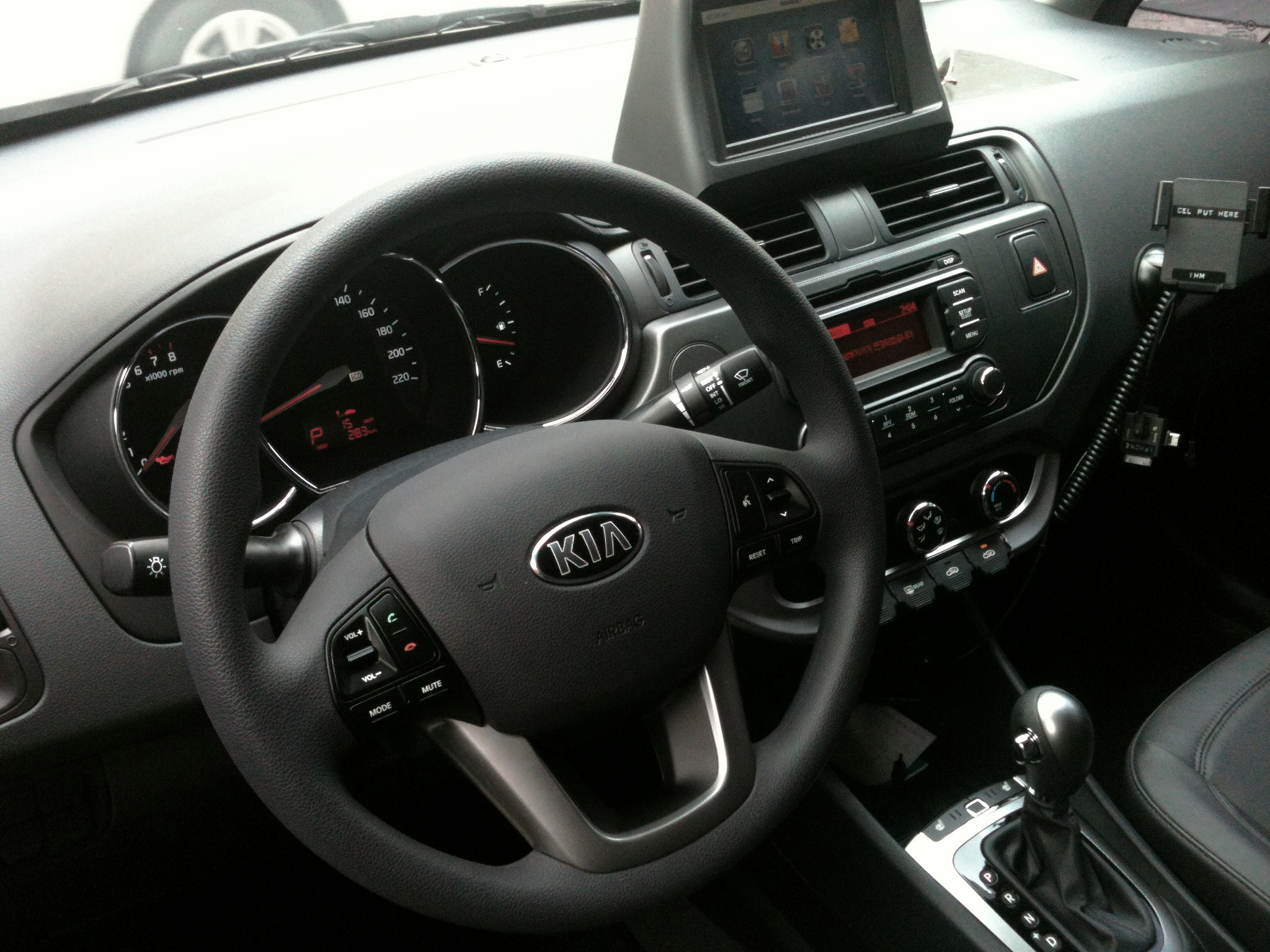
기아 올 뉴 프라이드 (세단) 실내

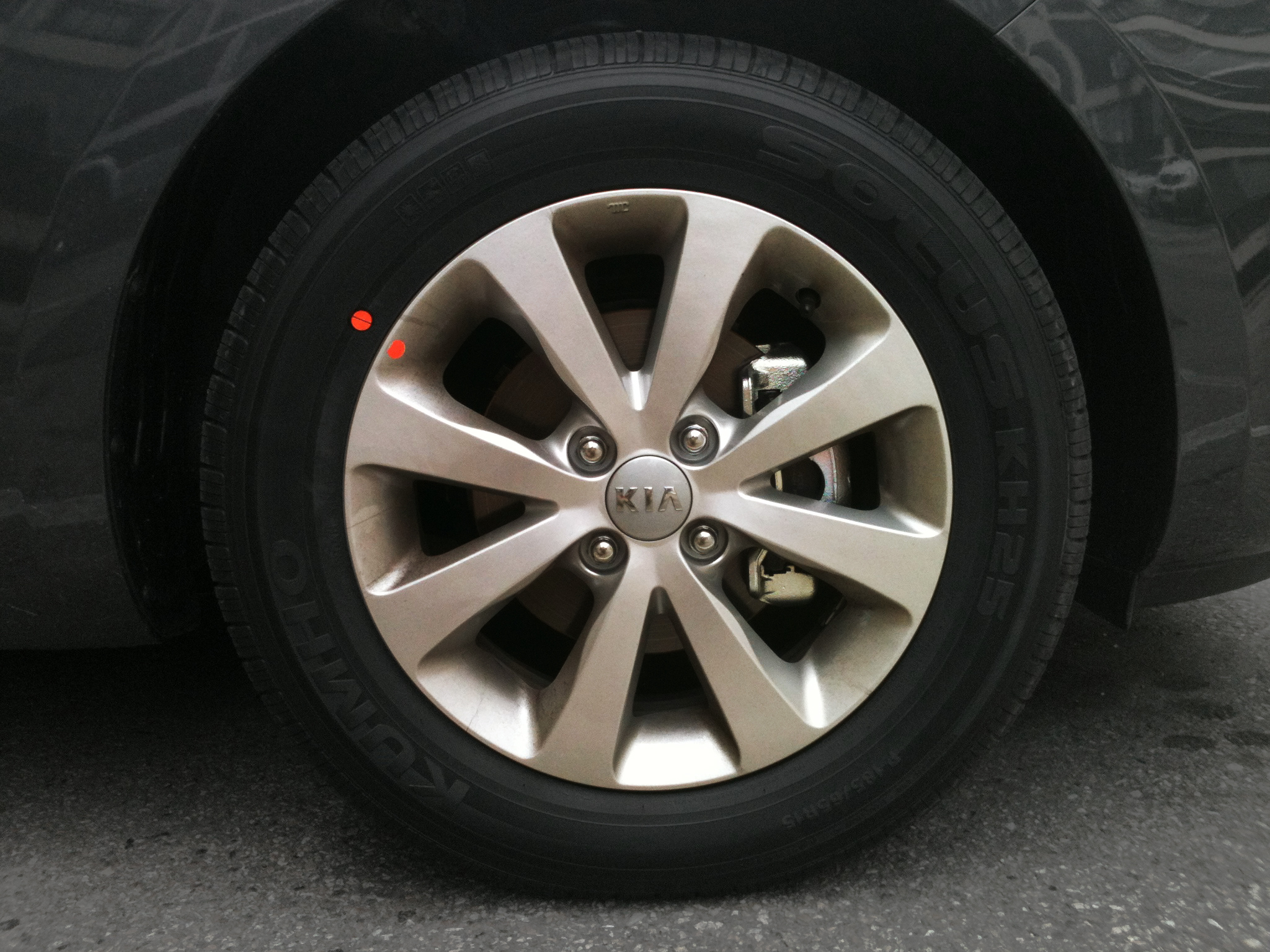
기아 올 뉴 프라이드 (세단) 바퀴

2011년 3월 2일에 제네바 모터쇼에서 처음 공개되었고, 같은 해 4월에 개최된 서울 모터쇼에서는 프로젝트명인 UB로 공개되었다. 이후 내수명이 프라이드로 확정되어 2011년 9월 28일에 출시되었다. 4도어 세단과 5도어 해치백은 서로 헤드 램프와 라디에이터 그릴, 프론트 범퍼를 달리하여 차별화를 꾀하였다. 3도어 해치백도 있으나, 유럽에서만 판매된다. 출시 당시에 익스테리어 색상은 순백색, 오로라 블랙 펄, 은빛 실버, 포멀 딥 블루, 일렉트로닉 블루, 웬디 브라운, 플래쉬 베이지, 시그널 레드, 카라멜 옐로우, 플라티늄 그라파이트 등 8종, 인테리어 색상은 블랙 원톤, 베이지 투톤 등 2종이 적용되었다. 현대 엑센트(RB)와 플랫폼, 부품, 엔진 등을 공용한다. 모든 트림에 듀얼 에어백은 물론 1열 사이드&커튼 에어백, 뒷 좌석 중앙 3점식 시트 벨트가 기본 적용되어 안전성을 높였다.
독일 디자인 협회에 의하여 외장 디자인 부문에서 본상(5도어 해치백 기준)을 수상하였고, 이어 2012년 7월에는 미국 IDEA 어워드에서 수송부분 디자인 동상을 차지하는 기염을 토한다.
- 2013년 3월 25일에는 모든 트림에 차체 자세 제어 장치가 기본 적용된 2013년형이 선보였고, 동시에 90마력 1.4L U Ⅱ 커먼레일 디젤 엔진이 추가되었다. 그러나 1.4리터 커먼레일 디젤 엔진은 엑센트 1.6 디젤과 달리 달리 배기량이 낮았고 VGT가 아닌 WGT가 적용된 데다가, 자동변속기를 아예 선택할 수 없어서 평가가 좋지 못했다. 2013년형부터는 현대 엑센트(RB)와 마찬가지로 1.6L 감마 가솔린 엔진 사양에서 6단 수동변속기가 삭제되었다.
- 2014년 1월 6일에 선보인 2014년형은 센터 플로어 언더 커버가 장착되고, 인조 가죽 블랙 내장과 풀 오토 에어컨이 확대 적용되었다.

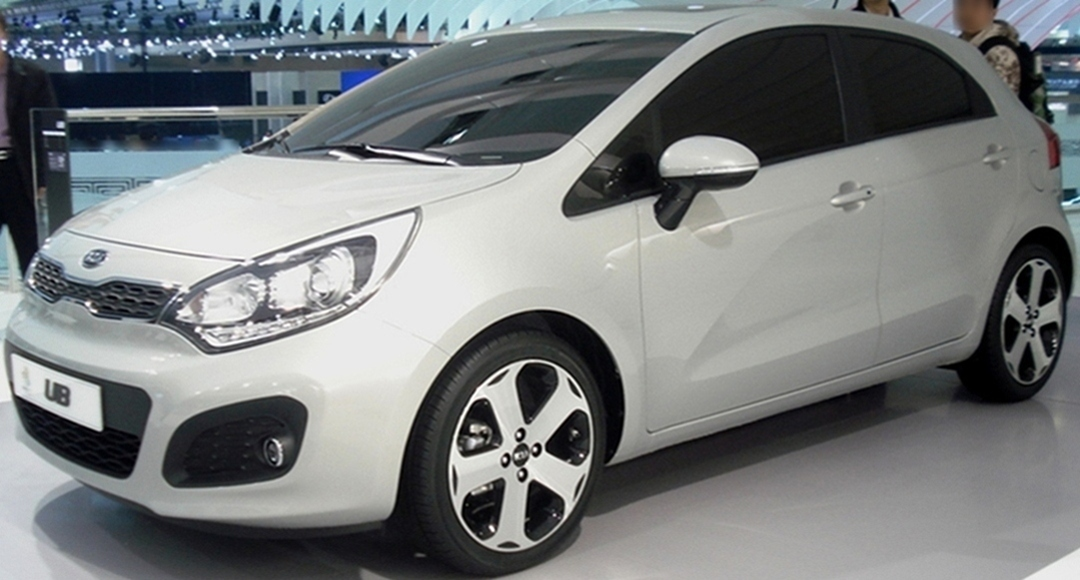
기아 올 뉴 프라이드 (해치백) 정측면
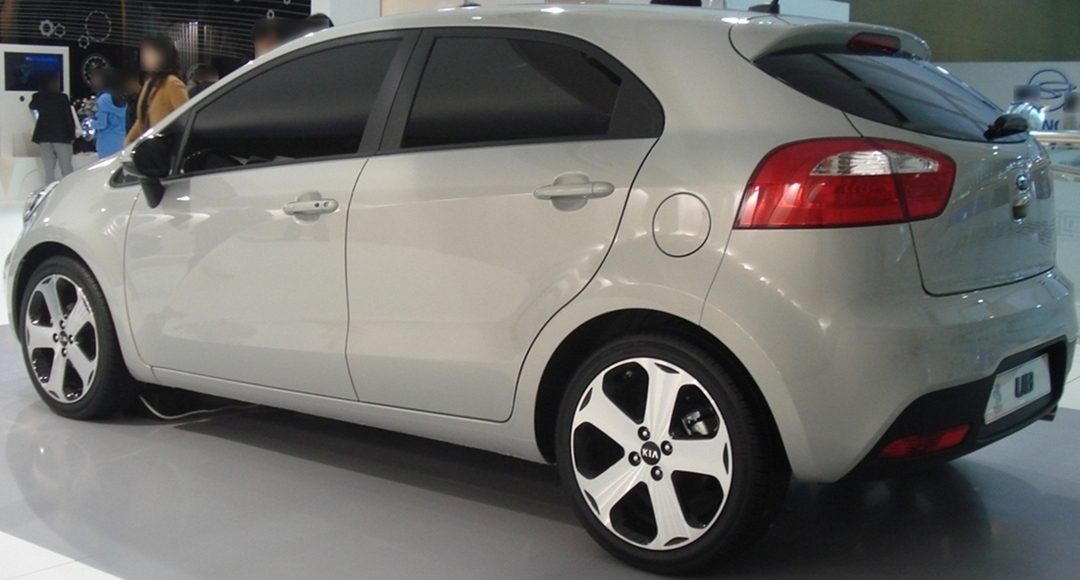
기아 올 뉴 프라이드 (해치백) 후측면

#### 라인업
| 구분           | 올 뉴 프라이드 4도어 1.4L 가솔린   | 올 뉴 프라이드 5도어 1.4L 가솔린   | 올 뉴 프라이드 4도어 1.6L 가솔린                          | 올 뉴 프라이드 5도어 1.6L 가솔린                          | 올 뉴 프라이드 5도어 1.4L 디젤 |
| -------------- | ---------------------------------- | ---------------------------------- | --------------------------------------------------------- | --------------------------------------------------------- | ------------------------------ |
| 올 뉴 프라이드 | 스마트 스마트 스페셜 디럭스 트렌디 | 스마트 스마트 스페셜 디럭스 트렌디 | 럭셔리 럭셔리 에코플러스 프레스티지 프레스티지 에코플러스 | 럭셔리 럭셔리 에코플러스 프레스티지 프레스티지 에코플러스 | 스마트 스페셜 럭셔리           |

#### 제원
- 전장(mm) : 4,365(4도어)/4,045(3도어,5도어)
- 전폭(mm) : 1,720
- 전고(mm) : 1,455
- 축거(mm) : 2,570
- 윤거(전, mm) : 1,521(R15)/1,507(R17)
- 윤거(후, mm) : 1,525(R15)/1,511(R17)
- 승차정원 : 5명
- 서스펜션(전/후) : 맥퍼슨 스트럿/토션 빔
- 구동방식 : 전륜구동

| 구분               | 1.4L 감마 가솔린 | 1.6L 감마 가솔린 | 1.6L 감마 가솔린 에코 플러스 (ISG 장착)                                | 1.4L U Ⅱ 디젤                           |
| ------------------ | --- | --- | ---------------------------------------------------------------------- | --------------------------------------- |
| 엔진 형식          | G4FA | G4FD | G4FD                                                                   | D4FC                                    |
| 연료               | 가솔린 | 가솔린 | 가솔린                                                                 | 디젤                                    |
| 배기량(cc)         | 1,396 | 1,591 | 1,591                                                                  | 1,396                                   |
| 최고출력(ps/rpm)   | 108/6,300 | 140/6,300 | 140/6,300                                                              | 90                                      |
| 최대토크(kg*m/rpm) | 13.9/4,200 | 17.0/4,850 | 17.0/4,850                                                             | 22.4                                    |
| 연비(km/l)         | 18.0(수동 6단)/ 16.1(자동 4단) (이후 도심 13.6/고속 15.9/복합 14.5(수동 6단)/ 도심 12.1/고속 15.3/복합 13.3(자동 4단)으로 변경) | 18.2(수동 6단)/ 16.7(자동 6단) (이후 도심 13.6/고속 16.2/복합 14.7(수동 6단)/ 도심 12.6/고속 16.2/복합 14.0(자동 6단)으로 변경) | 17.7(자동 6단) (이후 도심 13.0/고속 16.3/복합 14.3(자동 6단)으로 변경) | 도심 17.1/고속 21.8/복합 19.0(수동 6단) |

### 더 뉴 프라이드(2014년12월~2017년5월)

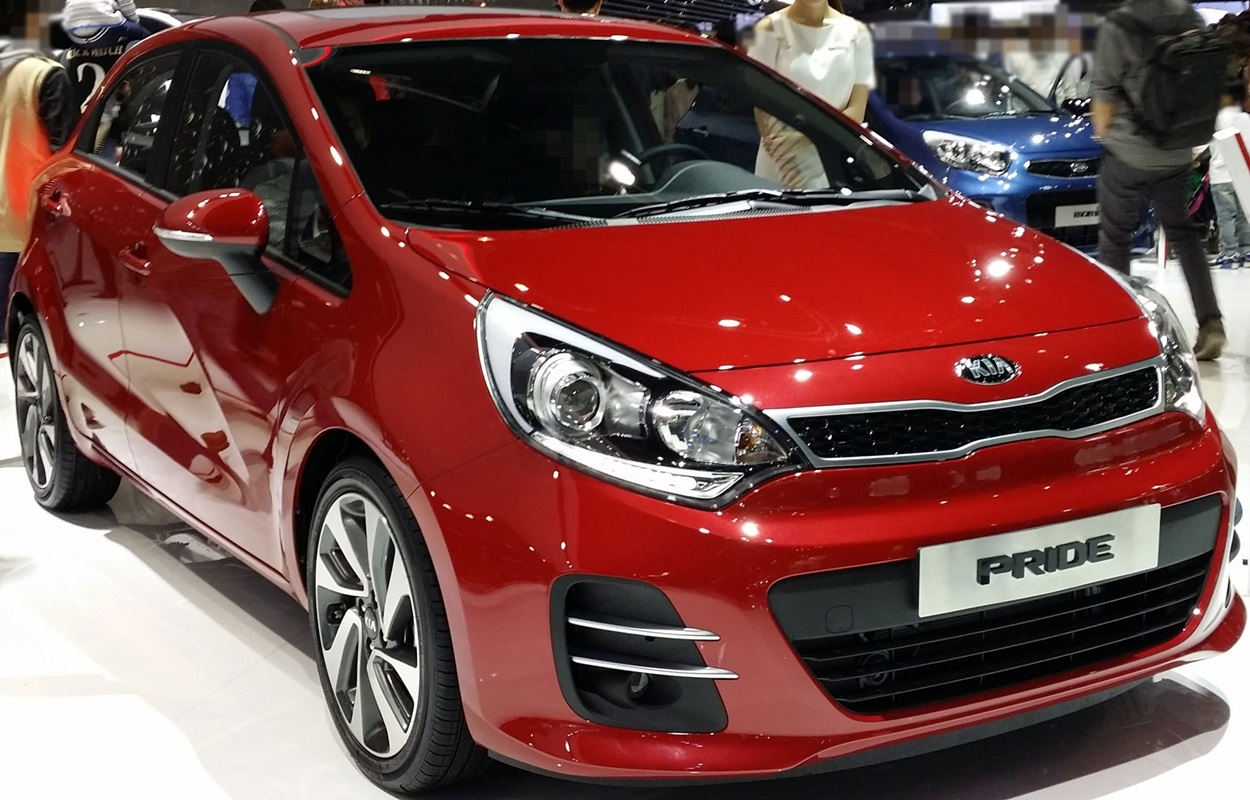
기아 더 뉴 프라이드 (해치백) 정측면

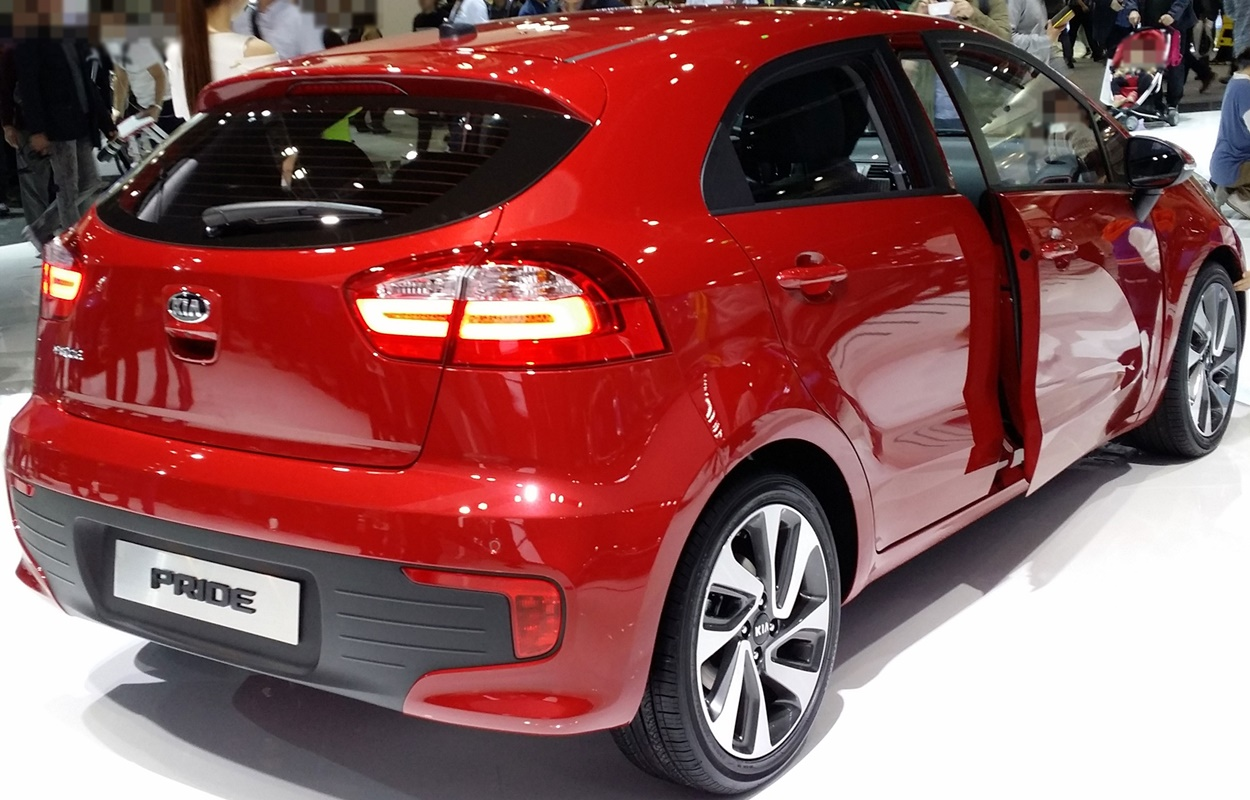
기아 더 뉴 프라이드 (해치백) 후측면

2014년 12월 23일에 출시되었다. 페이스리프트가 아닌 이어 모델이나, 더 뉴라는 서브 네임이 붙었다. 범퍼 디자인이 바뀌었고, 앞 범퍼에 에어 커튼 홀을 달아 공력 성능이 개선되었다. 언더 커버의 적용 범위가 확대되었고, 모든 트림에 타이어 공기압 경보 장치가 기본으로 적용되었다. 시가 잭 자리는 USB 포트로 대체되어 편의성을 높였다.
그러나 박근혜의 국정농단, IMF 사건 후속사건으로 석유기업에 피해를 받게 되어 대한민국 소형차 시장이 급격하게 축소되면서, 2017년 5월 24일에 후속 없이 단종됐다. 당초 2018년에 출시될 예정이던 4세대 프라이드는 대한민국 내수에서 소형차 시장이 급격하게 축소됨에 따라 대한민국 출시가 전면 취소됐고, 소하동 공장에서 전량 수출용으로 생산하고 있다. 이에 따라 기아자동차에서 나오는 운전교습용 차량도 완전히 사라졌다.
당시 SUV 붐에 편승하여 기아자동차는 4세대 프라이드의 대한민국 출시를 백지화하고, 같은 플랫폼을 쓰는 형제차인 스토닉으로 대체했다. 같은 계열의 현대자동차에서는 엑센트의 자리를 베뉴로 대체하여 라인업을 개편했다. 그러나 베뉴와 달리, 스토닉은 내수에서 평가가 좋지 못해 2020년 9월 27일을 마지막으로 대한민국 내수 판매가 중단되어 프라이드의 자리를 완전히 대체하는 데 실패했다. 이에 기아에서는 스토닉도 프라이드처럼 수출 전용 모델로 돌렸다.

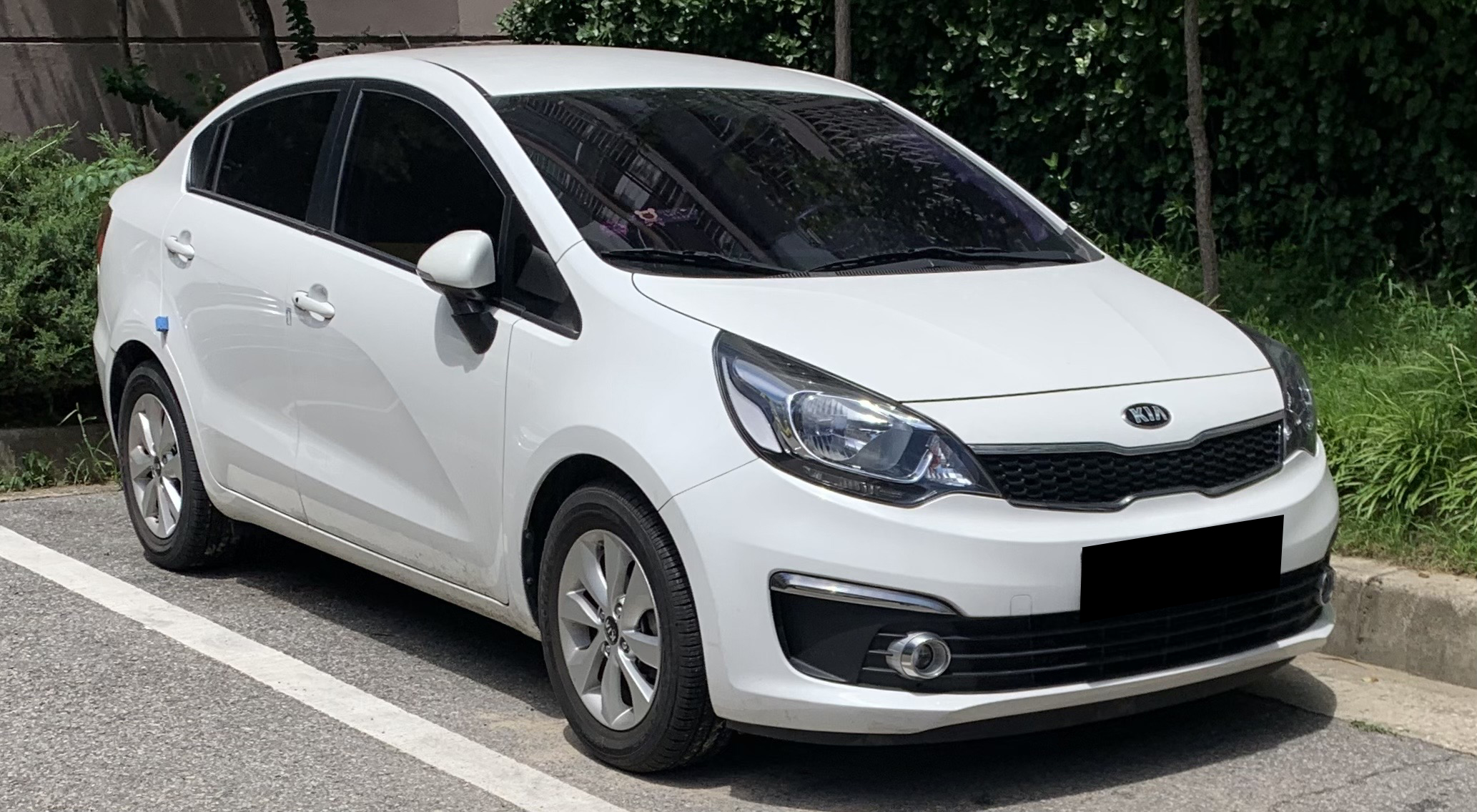
기아 더 뉴 프라이드 (세단) 정측면
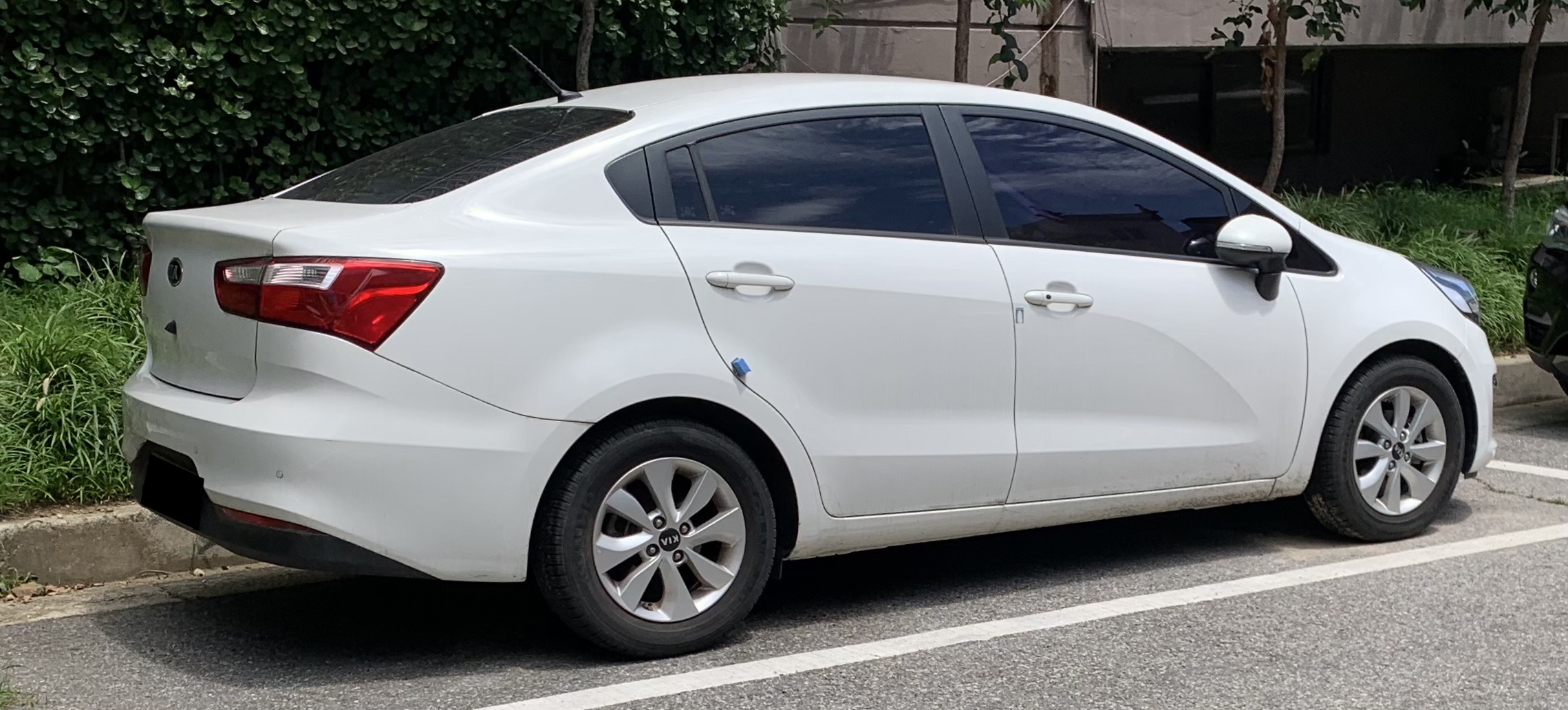
기아 더 뉴 프라이드 (세단) 후측면

#### 라인업
| 구분           | 더 뉴 프라이드 4도어 1.4L 가솔린 | 더 뉴 프라이드 5도어 1.4L 가솔린 | 더 뉴 프라이드 4도어 1.6L 가솔린 | 더 뉴 프라이드 5도어 1.6L 가솔린 | 더 뉴 프라이드 5도어 1.4L 디젤 |
| -------------- | -------------------------------- | -------------------------------- | -------------------------------- | -------------------------------- | ------------------------------ |
| 더 뉴 프라이드 | 스마트 디럭스 트렌디             | 스마트 디럭스 트렌디             | 럭셔리 프레스티지                | 럭셔리 프레스티지                | 디럭스 럭셔리                  |

#### 제원
- 전장(mm) : 4,370(4도어)/4,050(3도어,5도어)
- 전폭(mm) : 1,720
- 전고(mm) : 1,455
- 축거(mm) : 2,570
- 윤거(전, mm) : 1,521(R15)/1,507(R17)
- 윤거(후, mm) : 1,525(R15)/1,511(R17)
- 승차정원 : 5명
- 서스펜션(전/후) : 맥퍼슨 스트럿/토션 빔
- 구동방식 : 전륜구동

| 구분               | 1.4L 감마 가솔린                                                                 | 1.6L 감마 가솔린                        | 1.4L U Ⅱ 디젤                           |
| ------------------ | -------------------------------------------------------------------------------- | --------------------------------------- | --------------------------------------- |
| 엔진 형식          | G4FA                                                                             | G4FD                                    | D4FC                                    |
| 연료               | 가솔린                                                                           | 가솔린                                  | 디젤                                    |
| 배기량(cc)         | 1,396                                                                            | 1,591                                   | 1,396                                   |
| 최고출력(ps/rpm)   | 108                                                                              | 140                                     | 90                                      |
| 최대토크(kg*m/rpm) | 13.9                                                                             | 17.0                                    | 24.5                                    |
| 연비(km/l)         | 도심 13.6/고속 15.9/복합 14.5(수동 6단)/ 도심 12.1/고속 15.3/복합 13.3(자동 4단) | 도심 12.6/고속 16.2/복합 14.0(자동 6단) | 도심 17.4/고속 21.4/복합 19.0(수동 6단) |

## 역대 슬로건

### 1세대(WA)
- 나의 꿈,나의 차 (프라이드)
- 세계가 함께 타는 프라이드 (프라이드)
- 좋은 생활, 좋은 차 (프라이드)
- 명차는 영원하다 (프라이드)
- 한국 소형차의 자부심 (프라이드)

### 2세대(JB)
- 흥분은 계속 된다! (뉴 프라이드)

## 미디어 속 프라이드
- MBC의 강재형 아나운서가 1987년에 3도어형(수동 5단)을 구입하여 2021년 현재도 운전하고 있다. 2006년 한겨레의 기사에서 언급될 당시 프라이드의 마일리지는 368,524km였다.[9]
- 현대자동차와 기아자동차가 넥슨과 제휴를 맺어 카트라이더에서 포니와 함께 한정 판매한 적이 있었다. 등장했던 차량은 1세대(Y)다.
- 미국의 애니메이션인 심슨 가족 시즌 21 3화에서는 스키너 교장의 차량으로 잠깐 등장하였다. 바트 심슨이 학교 관리인 윌리가 나무 그루터기를 날리려 할 때 도와주었고, 나무 그루터기를 날렸다. 그러나 스키너 교장의 프라이드를 부수게 되고, 이를 본 스키너 교장은 "My KIA~!(내 기아차~!)"라며 절규한다. 해당 차량은 2세대(JB)이다.

### 드라마
- 러브홀릭에서는 이율주(김규리 분)의 차량으로 2세대 프라이드(JB) 4DR 1.6 CVVT 레드 프리미엄(레드 스피넬)이 등장하였다.
- tvN의 드라마인 응답하라 1988 10화에서 김성균이 새로 산 차로 나오기도 했다. 해당 차량은 1세대(Y) 3도어 1.1리터 팝 사양인데, 프라이드 팝은 1991년에 나온 초저가형 트림인지라 고증에는 맞지 않다.

## 기타
- 야야에서 2세대 모델을 프릭션 완구로 발매하였다.

- 크로바월드에서 다이캐스트로 생산하였다.

## 같이 보기
현대-엑센트,베르나
동일 기업- 스토닉